# 10. August
Der 10. August ist der 222. Tag des gregorianischen Kalenders (der 223. in Schaltjahren), somit bleiben 143 Tage bis zum Jahresende.

## Ereignisse

### Politik und Weltgeschehen
- 0612 v. Chr.: Ninive, die letzte Hauptstadt Assyriens, wird von Medern und Babyloniern nach dreimonatiger Belagerung erobert und zerstört.

843: Aufteilung des Frankenreichs

- 0843: Im Vertrag von Verdun wird das Frankenreich nach dem Tod Ludwigs des Frommen unter dessen Söhnen Lothar, Ludwig und Karl aufgeteilt.
- 0955: Der Sieg Ottos des Großen über die Magyaren in der Schlacht auf dem Lechfeld beendet die Zeit der Ungarneinfälle in das Ostfrankenreich.
- 0991: In der Schlacht von Maldon schlagen eingedrungene Wikinger angelsächsische Krieger unter dem Anführer Byrhtnoth.
- 0997: Das maurische Heer Almansors zerstört Santiago de Compostela, lässt das dort befindliche Apostelgrab aber unangetastet.
- 1164: Eine Kreuzfahrertruppe des Fürstentums Antiochia wird in der Schlacht von Artah vom syrischen Herrscher Nur ad-Din durch scheinbaren Rückzug in einen Hinterhalt gelockt und besiegt.
- 1230: In der Schlacht von Yassı Çemen setzen sich die Rum-Seldschuken gegenüber dem Choresm-Schah Dschalal ad-Din durch.
- 1250: Schleswigs Herzog Abel lässt seinen zu einem Versöhnungsgespräch geladenen Bruder, den dänischen König Erik IV., aufgrund von Meinungsverschiedenheiten ermorden. Er wird im November selbst dänischer König, nachdem 24 Ritter seine Unschuld am Tod des Bruders beschworen haben.
- 1270: Yekuno Amlak wird neuer Neguse Negest von Äthiopien und begründet damit die Herrschaft der Salomonischen Dynastie im Kaiserreich Abessinien.

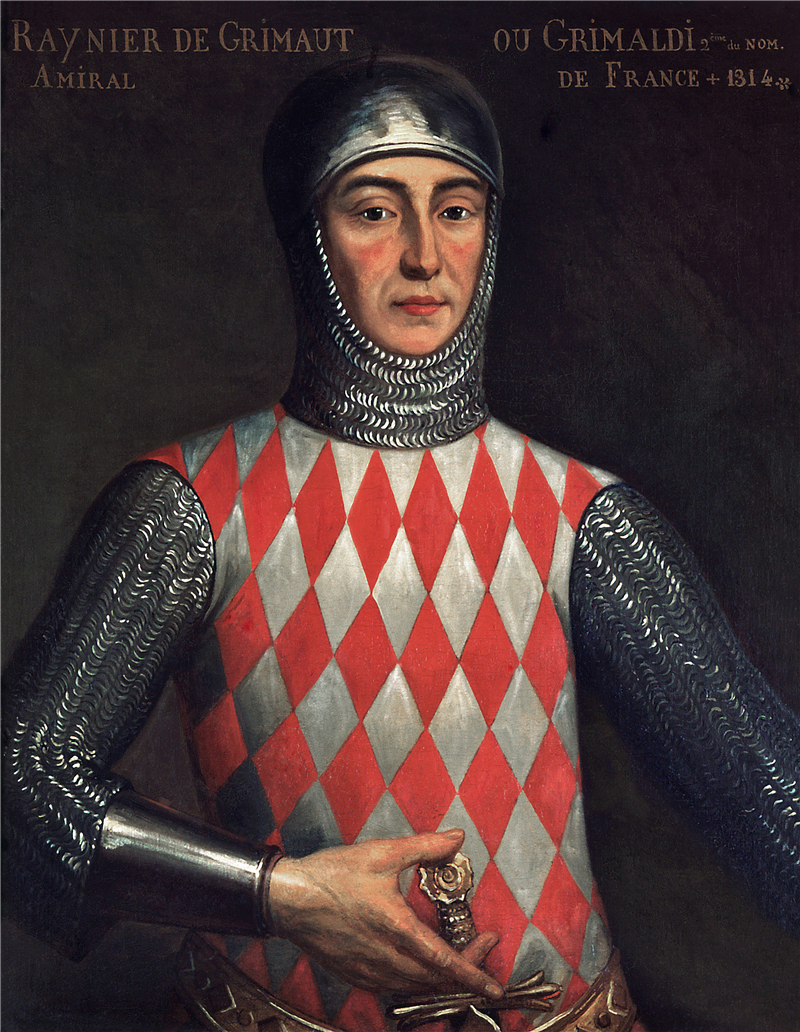
1304: Raniero Grimaldi

- 1304: Raniero Grimaldi gelingt es mit seiner französischen Flotte, die von flämischer Seite belagerte Stadt Zierikzee aus ihrer Zwangslage zu befreien. Der verbündete Wilhelm III., Graf von Holland, Zeeland und Hennegau, zieht nach dem Sieg in die Stadt ein.
- 1444:  Ein Expeditionskorps des ägyptischen Mamlukensultanats erscheint vor der Insel Rhodos und beginnt mit der Belagerung der Stadt und wichtigsten Festung des Johanniterordens.
- 1500: Der Portugiese Diogo Dias sichtet als erster Europäer Madagaskar und nennt die Insel São Lorenço.
- 1512: In der Seeschlacht von Saint Mathieu werden das bis dahin größte französische Kriegsschiff (Marie la Cordelière) und das größte englische Kriegsschiff (Regent) versenkt, der französische Kapitän Hervé de Portzmoguer kommt zusammen mit fast 1600 französischen und englischen Matrosen und Marinesoldaten ums Leben.
- 1519: Ferdinand Magellan beginnt die erste Weltumsegelung mit der Fahrt seiner fünf Schiffe von Sevilla flussabwärts zur Mündung des Guadalquivir nach Sanlúcar de Barrameda.
- 1535: Der Sankt-Lorenz-Strom erhält seinen Namen vom Entdecker Jacques Cartier.

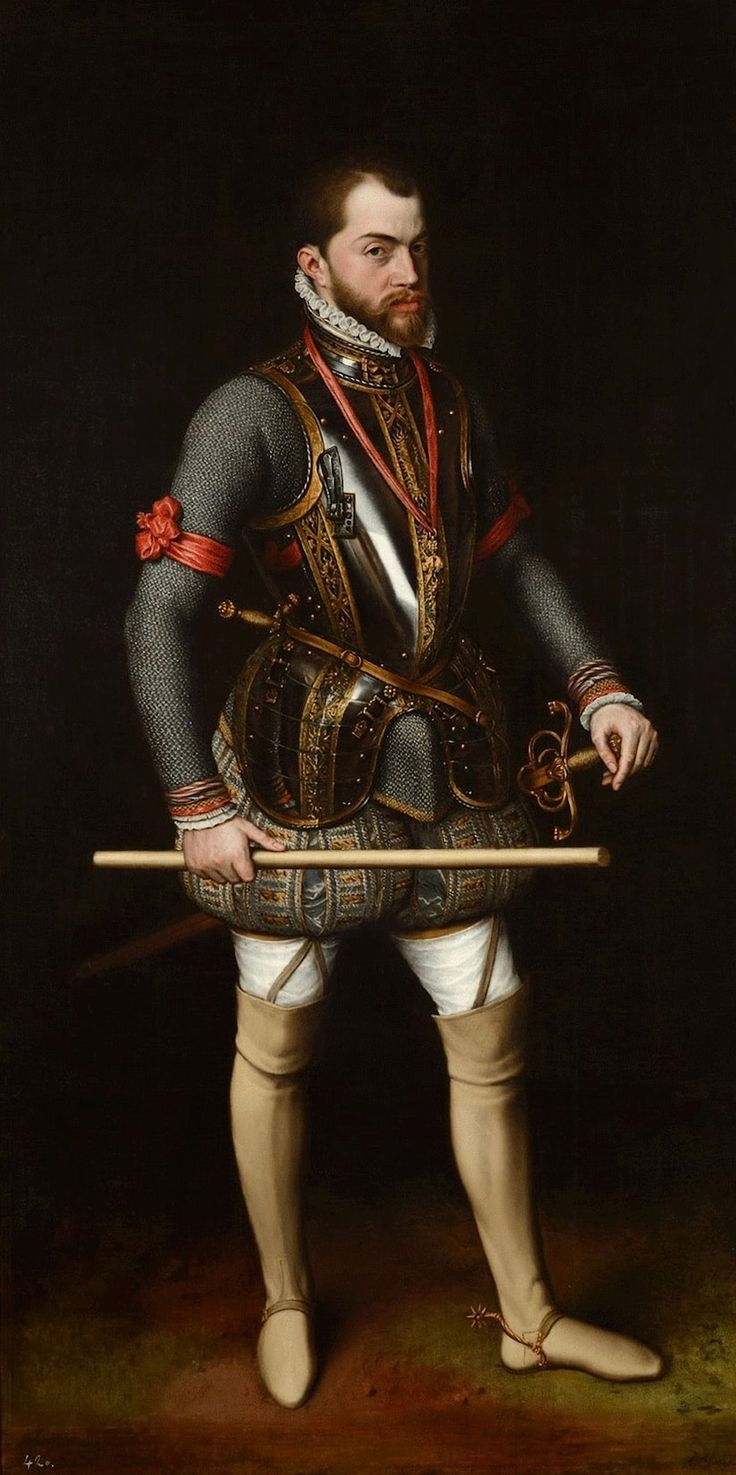
1557: Philipp II. von Spanien

- 1557: Nach seinem Sieg in der Schlacht von Saint-Quentin über Frankreichs König Heinrich II. am Gedenktag des heiligen Laurentius schwört Philipp II. von Spanien, zu Ehren des Heiligen ein Kloster zu bauen. Seine Astrologen wählen in der Folge den kleinen kastilischen Ort El Escorial für den Bau aus.
- 1566: Als Auftakt zum niederländischen Unabhängigkeitskrieg zerstören Protestanten religiöse Bilder in einer Kapelle in Steenvoorde. Dem Beispiel folgen bis zum Oktober anhaltende weitere Aktionen in katholischen Kirchen in Flandern.
- 1583: Der Friede von Pljussa beendet den Livländischen Krieg zwischen Russland und Schweden.
- 1644: Die Schlacht bei Freiburg im Breisgau endet; die dreitägigen Kämpfe zählen zu den verlustreichsten Schlachten im Dreißigjährigen Krieg. Die bayerischen Truppen unter Franz von Mercy und die französische Armee unter Marschall Condé trennen sich unentschieden.
- 1653: Die Seeschlacht bei Scheveningen ist die letzte Auseinandersetzung mit Waffen im ersten Englisch-Niederländischen Krieg. Beide Seiten beanspruchen den Sieg für sich. Der Tod ihres Admirals Maarten Tromp in der Schlacht fördert unter anderem die Bereitschaft der Niederländer zu einem Friedensschluss.
- 1661: Portugal und die Generalstaaten einigen sich in Haag auf einen Friedensvertrag. Gegen den Erhalt von acht Millionen Gulden in Geld oder Waren verzichten die Holländer auf alle Ansprüche in portugiesischen Kolonien.
- 1664: Das Osmanische Reich und das Heilige Römische Reich schließen den Frieden von Eisenburg. Mit ihm endet der Türkenkrieg von 1663/64, der den Osmanen trotz der Niederlage von Mogersdorf letztmals territoriale Gewinne in Ungarn bringt.
- 1678: Frankreich und die Republik der Vereinigten Niederlande schließen den ersten der Friedensverträge von Nimwegen.
- 1680: Organisiert vom indianischen Priester Popé bricht im Vizekönigreich Neuspanien der Pueblo-Aufstand los. Ihm fallen sowohl zahlreiche spanische Kolonisten als auch viele Ureinwohner zum Opfer.
- 1759: Karl III., bis dahin als Karl IV. Herrscher im Königreich beider Sizilien, folgt Ferdinand VI. auf den spanischen Thron. Sein Sohn Ferdinand übernimmt an seiner Stelle die Regentschaft im Königreich beider Sizilien.

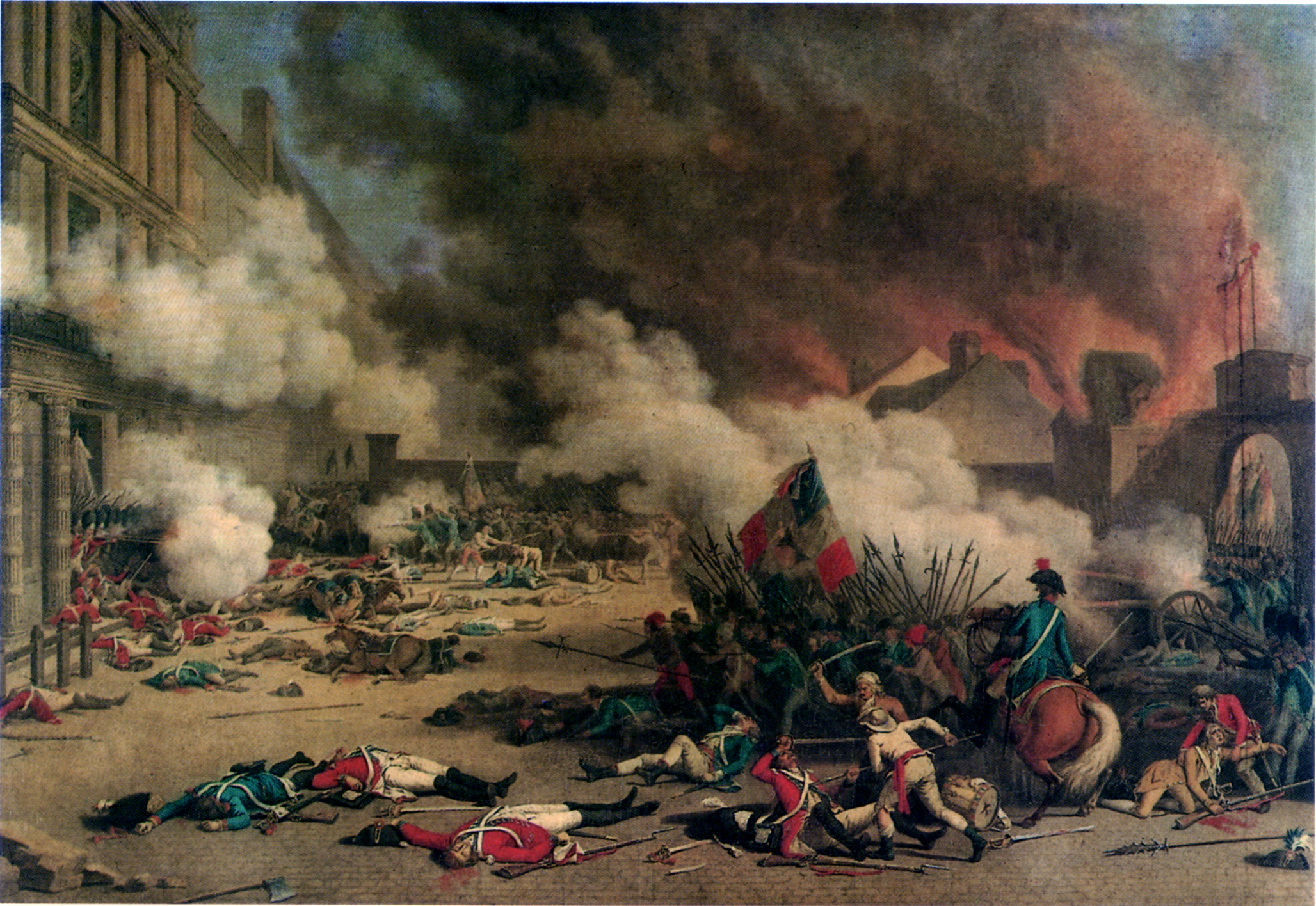
1792: Sturm auf die Tuilerien

- 1792: Der Sturm der Sansculottes auf die Tuilerien beendet die Monarchie in Frankreich. Ludwig XVI. wird gefangen genommen.
- 1809: Der Aufstand von Quito markiert den ersten Schritt zur vorläufigen Unabhängigkeit Ecuadors von Spanien.
- 1821: Missouri wird 24. Bundesstaat der Vereinigten Staaten.
- 1830: Ecuador erklärt sich von Großkolumbien unabhängig.
- 1861: Im Sezessionskrieg siegen die Konföderierten am Wilson’s Creek.
- 1904: Im Russisch-Japanischen Krieg erleidet die russische Flotte eine Niederlage in der Seeschlacht im Gelben Meer.

1913: Südosteuropa nach dem Zweiten Balkankrieg

- 1913: Der Frieden von Bukarest beendet den Zweiten Balkankrieg. Bulgarien muss Teile seines Gebiets, welche es z. T. erst einige Wochen zuvor erworben hat, an seine Nachbarstaaten abtreten. Serbien kann sich hingegen als gestärkte Macht auf dem Balkan etablieren.
- 1914: Japan stellt am Anfang des Ersten Weltkriegs ein Ultimatum an das Deutsche Reich und fordert die Übergabe Kiautschous.
- 1915: Die Zweite Isonzoschlacht während des Ersten Weltkriegs endet ohne Ergebnis.
- 1920: Der Vertrag von Sèvres soll den Ersten Weltkrieg zwischen der Entente und dem Osmanischen Reich beenden. Das Osmanische Reich verliert danach einen Großteil seines Staatsgebietes. Der Vertrag tritt jedoch nie in Kraft.
- 1920: Die Rote Armee überquert die Weichsel nördlich von Warschau und markiert damit ihr weitestes Vordringen während des Polnisch-Sowjetischen Krieges.
- 1936: Im Spanischen Bürgerkrieg beginnt die zweitägige Schlacht von Mérida.
- 1948: Der Verfassungskonvent auf Herrenchiemsee tritt zusammen, um einen Verfassungsentwurf für die drei westdeutschen Besatzungszonen zu erarbeiten. Der Text soll Grundlage für die Beratungen des Parlamentarischen Rats sein.
- 1961: Nach dem Aufnahmeantrag Großbritanniens vom Vortag stellt auch Dänemark einen Antrag auf Beitritt zur Europäischen Wirtschaftsgemeinschaft (EWG). Beide Staaten gehören der EFTA an.

1965: Grenzvertrag zwischen Jordanien und Saudi-Arabien

- 1965: Unterzeichnung des jordanisch-saudischen Grenzvertrages: Jordanien gewinnt wenige Kilometer zusätzliche Küstenlinie am Golf von Akaba sowie 6000 km² Territorium von Saudi-Arabien und tritt im Gegenzug ca. 7000 km² an dieses ab.
- 1994: Auf dem Münchner Flughafen wird der weltweit größte Schmuggel von Plutonium entdeckt. Ein Untersuchungsausschuss des Deutschen Bundestags zu diesen Ereignissen stellt später fest, dass dies vom Bundesnachrichtendienst inszeniert worden ist.
- 1995: Der Kruzifix-Beschluss des deutschen Bundesverfassungsgerichts vom 16. Mai wird veröffentlicht. Das in der Bayerischen Volksschulordnung verlangte Anbringen eines Kreuzes im Klassenzimmer wird als Verstoß gegen die im Grundgesetz verankerte Religionsfreiheit bewertet. Der Urteilsspruch löst heftige politische Diskussionen aus.
- 2006: In Taiwan beginnen Massendemonstrationen gegen den der Korruption beschuldigten Präsidenten Chen Shui-bian.
- 2011: Der erste chinesische Flugzeugträger, die ehemalige Warjag, läuft zu seiner ersten Probefahrt aus.
- 2016: Per Urteil seines Verfassungsgerichts hebt Belize als letzter mittelamerikanischer Staat das Verbot homosexueller Handlungen auf.

### Wirtschaft
- 1893: Die Banca d’Italia entsteht in Rom als Aktiengesellschaft aus der Fusion der Banca Nazionale nel Regno, Banca Nazionale Toscana und der Banca Nazionale Credito sowie der Liquidation der Banca Romana.
- 1937: Das japanische Elektronik-Unternehmen Canon wird gegründet.

### Wissenschaft und Technik
- 1846: Durch ein Gesetz des US-Kongresses wird mit Mitteln aus der Hinterlassenschaft des 17 Jahre zuvor verstorbenen Briten James Smithson die Smithsonian Institution gegründet.
- 1881: In Paris wird die erste internationale Elektrizitätsausstellung gezeigt. Die Besucher sind von den von Thomas Alva Edison gemeinsam mit Sigmund Bergmann entwickelten Glühlampen fasziniert.
- 1888: Eines der ersten Luftschiffe, entstanden durch Gottlieb Daimlers Einbau eines Motors in  die Gondel eines Gasballons, fährt von Cannstatt nach Aldingen.

1897: Acetylsalicylsäure

- 1897: Felix Hoffmann stellt zum ersten Mal Acetylsalicylsäure her, die später als Aspirin verkauft wird.
- 1972: Georg Gerhard Wendt eröffnet die erste genetische Beratungsstelle der Bundesrepublik Deutschland.
- 1972: Über dem amerikanischen Bundesstaat Utah wird der Great Daylight Fireball, ein temporärer Meteoriteneintritt in die Erdatmosphäre, beobachtet.
- 1973: Mit dem ersten Rammschlag in Laatzen beginnen die Bauarbeiten für die 327 km lange Eisenbahn-Schnellfahrstrecke Hannover–Würzburg. Sie ist die erste Schnellfahrstrecke für über 200 km/h in Deutschland und der erste Neubau einer Fern-Eisenbahnstrecke seit mehr als einem halben Jahrhundert.
- 1990: Die Raumsonde Magellan tritt in eine Umlaufbahn um die Venus ein, um die Oberfläche des Planeten zu kartieren.

### Kultur
- 1744: Friedrich der Große ordnet an, auf einem Hang in Potsdam Weinbergterrassen zu schaffen.
- 1793: Das ehemalige Königsschloss Louvre in Paris wird als Museum eröffnet.

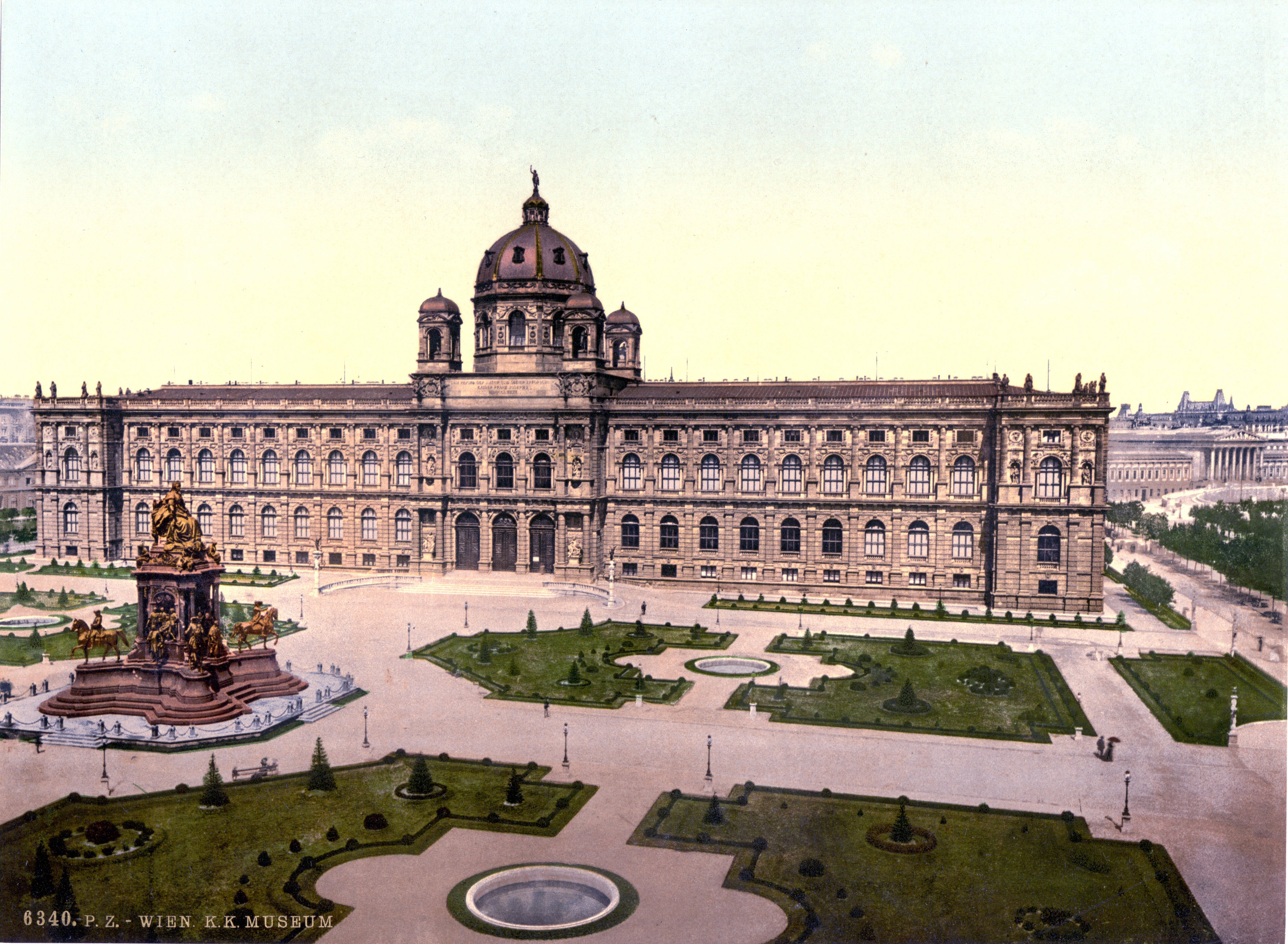
1889: Naturhistorisches Museum Wien

- 1889: Das Naturhistorische Museum in Wien wird von Kaiser Franz Joseph I. feierlich seiner Bestimmung übergeben.
- 1895: In London wird das erste Promenadenkonzert in der Queen’s Hall aufgeführt. Dirigent ist Henry Wood.
- 1920: Mamie Smith nimmt für Okeh Records den Titel Crazy Blues auf, der als erste Blues-Aufnahme eines schwarzen Künstlers zu einem Millionenseller wird.

### Gesellschaft

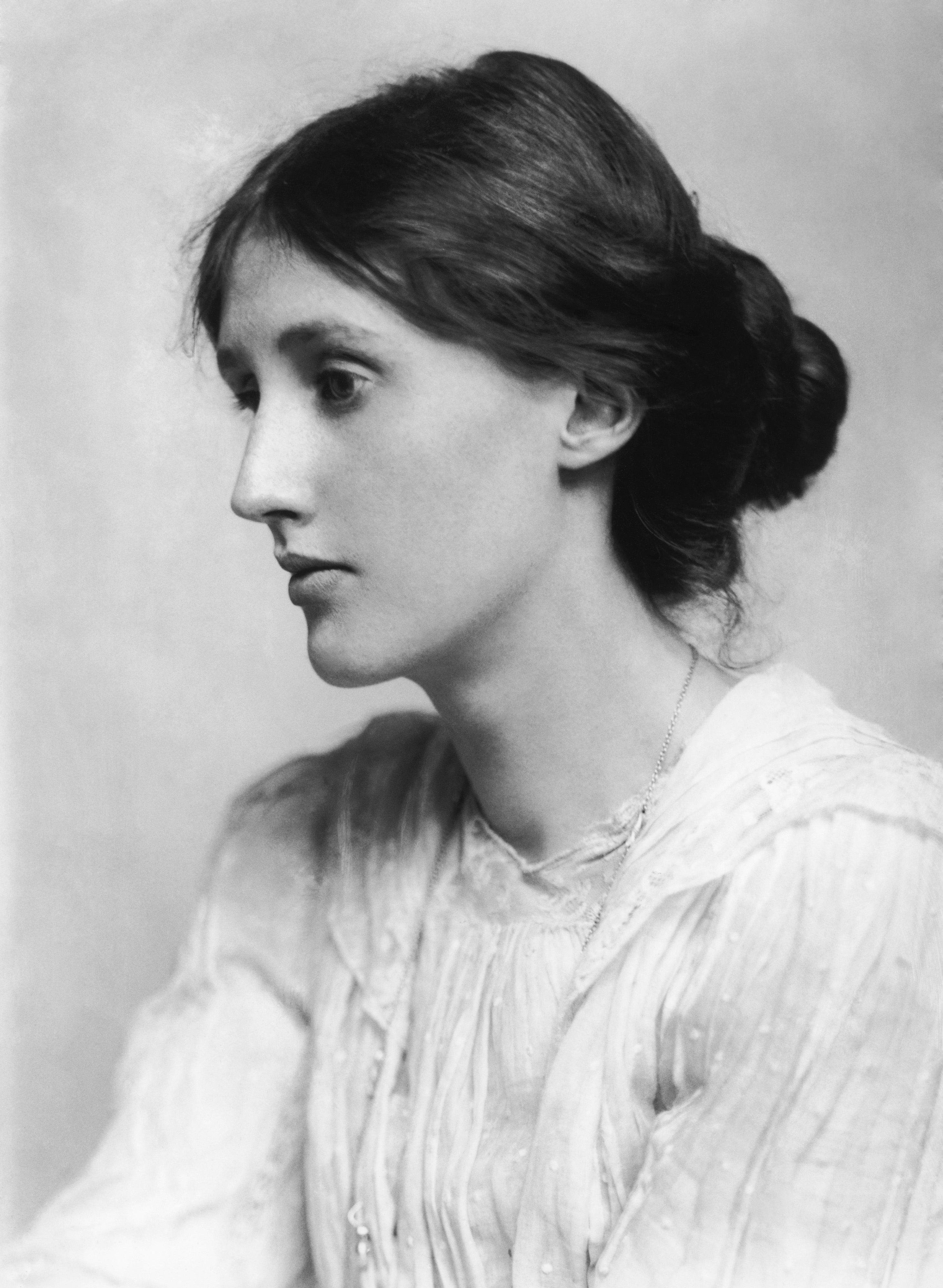
1912: Virginia Woolf

- 1912: Virginia Stephen heiratet Leonard Sidney Woolf.
- 1969: Nach dem Mord an Sharon Tate wird auch das Unternehmerehepaar LaBianca von Mitgliedern der Manson Family ermordet.
- 1975: Mit einer Hetzjagd durch die Erfurter Innenstadt beginnen die ersten ausländerfeindlichen Pogrome in Deutschland nach 1945. Opfer der Erfurter Pogrome sind algerische Vertragsarbeiter.
- 1977: Der Serienmörder David Berkowitz, genannt „Son of Sam“, wird von der New Yorker Polizei festgenommen.
- 2003: Der Kosmonaut Juri Iwanowitsch Malentschenko, der sich zu diesem Zeitpunkt auf der Raumstation ISS befindet, heiratet seine Lebensgefährtin Jekaterina.
- 2005: Ein Nutzer, der sich selbst „Nathan Poe“ nennt, postet in einem christlichen Internetforum Poes Gesetz.

### Religion
- 0654: Eugen I. wird zum Papst gewählt, obwohl sein Vorgänger Martin I. noch lebt.
- 1906: In der an die französische Bischofskonferenz gerichteten Enzyklika Gravissimo officii munere lehnt Papst Pius X. die Zugehörigkeit von Anbetungsvereinen und Kultvereinigungen, wie sie der französische Staat zulässt, zur Kirche nachdrücklich ab.

### Katastrophen

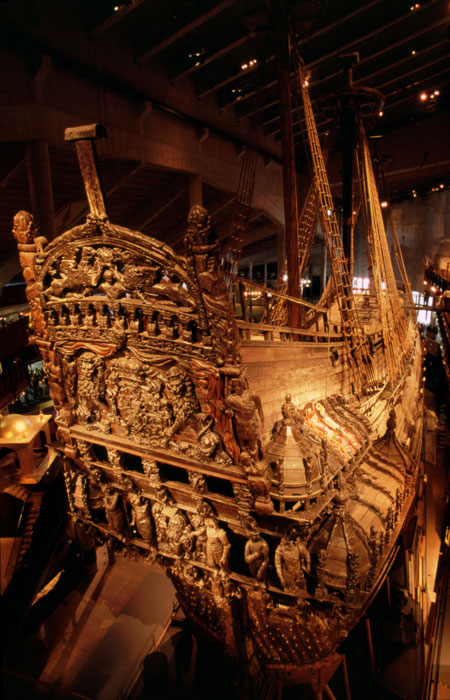
1628: Die Vasa

- 1628: Das schwedische Kriegsschiff Vasa, Prestigeprojekt von Gustav II. Adolf, sinkt bereits bei der Jungfernfahrt im Hafen. Dabei kommen 30 bis 50 Menschen ums Leben.

Kleinere Unglücksfälle sind in den Unterartikeln von Katastrophe und in der Liste von Katastrophen aufgeführt.

### Sport
- 1822: Im mecklenburgischen Doberan wird das erste Galopprennen auf deutschem Boden ausgetragen.
- 1829: Das Finsteraarhorn, der höchste Berg in den Berner Alpen, wird von Jakob Leuthold und Johann Währen bis zum Hauptgipfel bestiegen.

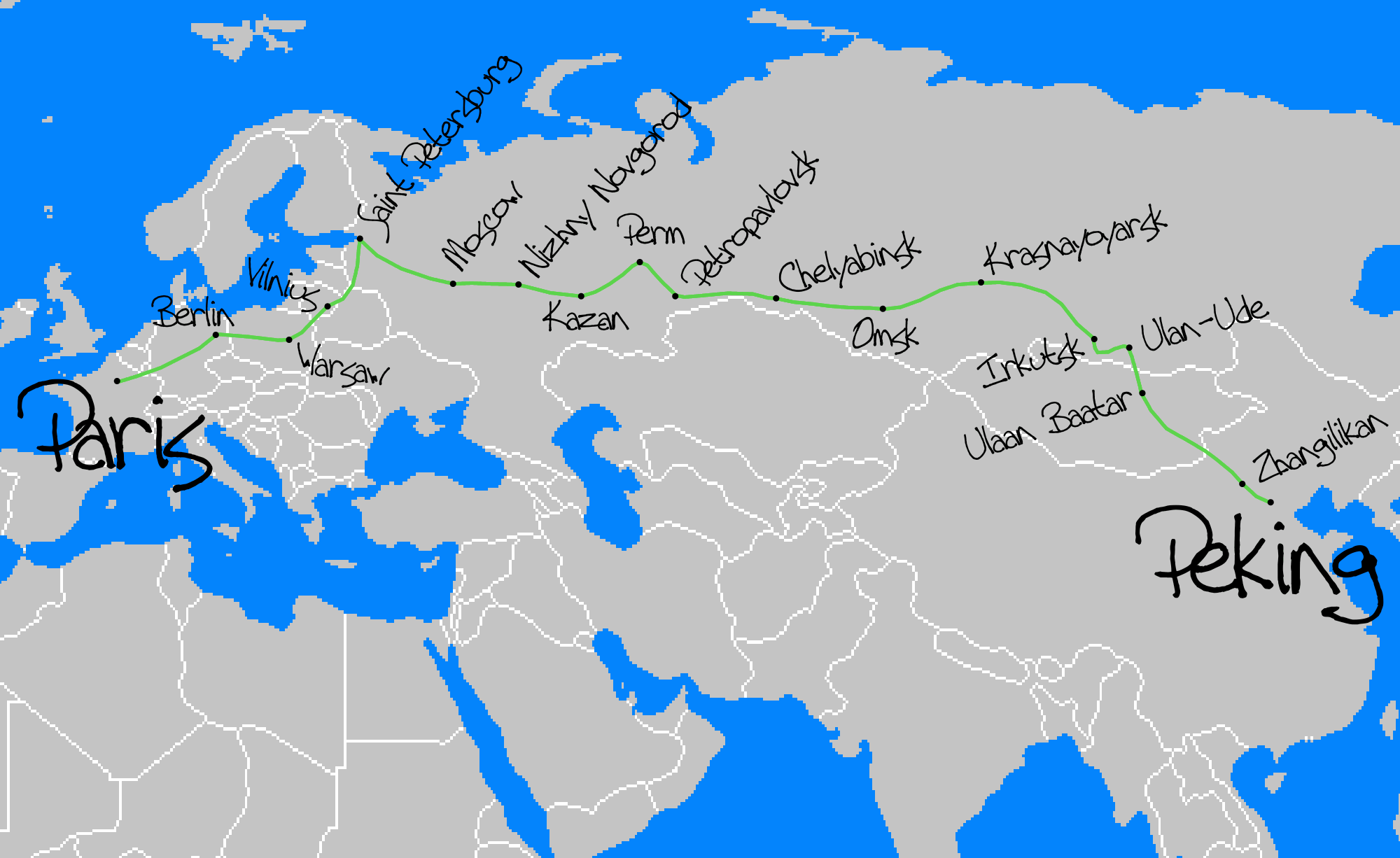
1907: Route Peking-Paris

- 1907: Bei dem am 10. Juni gestarteten Automobilrennen von Peking nach Paris erreicht der italienische Prinz Scipione Borghese als Erster die französische Hauptstadt. Am 30. August trifft das vom Holländer Charles Goddard gesteuerte zweite Fahrzeug ein. Alle anderen Teilnehmer kommen nicht ins Ziel.
- 1974: In Österreich nimmt mit Beginn der Fußballsaison eine eingleisige zweite Spielklasse ihren Spielbetrieb auf.
- 1986: Zum ersten Mal wird ein Formel-1-Rennen in einem Ostblockland ausgetragen. Der Brasilianer Nelson Piquet gewinnt auf dem Hungaroring den Großen Preis von Ungarn.

Einträge von Leichtathletik-Weltrekorden befinden sich unter der jeweiligen Disziplin unter Leichtathletik.

## Geboren

### Vor dem 17. Jahrhundert
- 1019: Gundekar II., Bischof von Eichstätt
- 1267: Jakob II., König von Aragón
- 1296: Johann von Böhmen, König von Böhmen und Erbkönig von Polen
- 1331: John de Ferrers, 4. Baron Ferrers of Chartley, englischer Adeliger
- 1360: Francesco Zabarella, italienischer Kardinal der römisch-katholischen Kirche
- 1388: Thomas Ebendorfer, österreichischer Theologe, Universitätsprofessor und Geschichtsschreiber
- 1439: Anne, Herzogin von Exeter
- 1466: Francesco II. Gonzaga, Sohn des Markgrafen Federico I. Gonzaga von Mantua und sein Nachfolger
- 1489: Jakob Sturm von Sturmeck, deutscher Politiker und Reformator, Bürgermeister von Straßburg
- 1516: Johann Habermann, deutscher lutherischer Theologe, Erbauungsschriftsteller und Hebraist

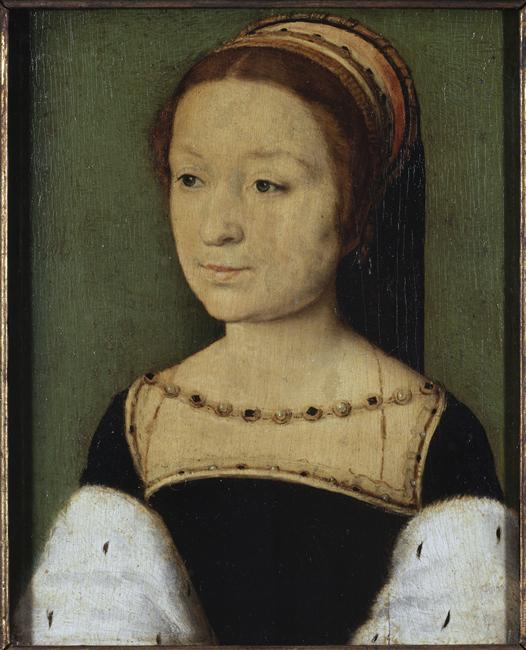
Madeleine von Frankreich (* 1520)

- 1520: Madeleine von Frankreich, Königin von Schottland
- 1527: Barbara von Brandenburg, Herzogin von Brieg
- 1528: Erich II. von Calenberg-Göttingen, Herzog von Braunschweig-Lüneburg und Söldnerführer
- 1536: Caspar Olevian, deutscher Theologe und Reformator
- 1547: Franz II., Herzog von Sachsen-Lauenburg
- 1549: Katharina von Brandenburg-Küstrin, Kurfürstin von Brandenburg
- 1556: Philipp Nicolai, deutscher Liederdichter und Theologe
- 1557: Ludwig von Leiningen-Westerburg, Graf von Leiningen-Leiningen
- 1560: Hieronymus Praetorius, deutscher Organist und Komponist
- 1597: Charlotte Louise von Hanau-Münzenberg, deutsche Adlige
- 1597: Abraham Heidanus, deutscher reformierter Theologe

### 17. Jahrhundert
- 1602: Gilles Personne de Roberval, französischer Mathematiker
- 1617: Raban von Canstein, kurbrandenburgischer Geheimrat und Hofkammerpräsident

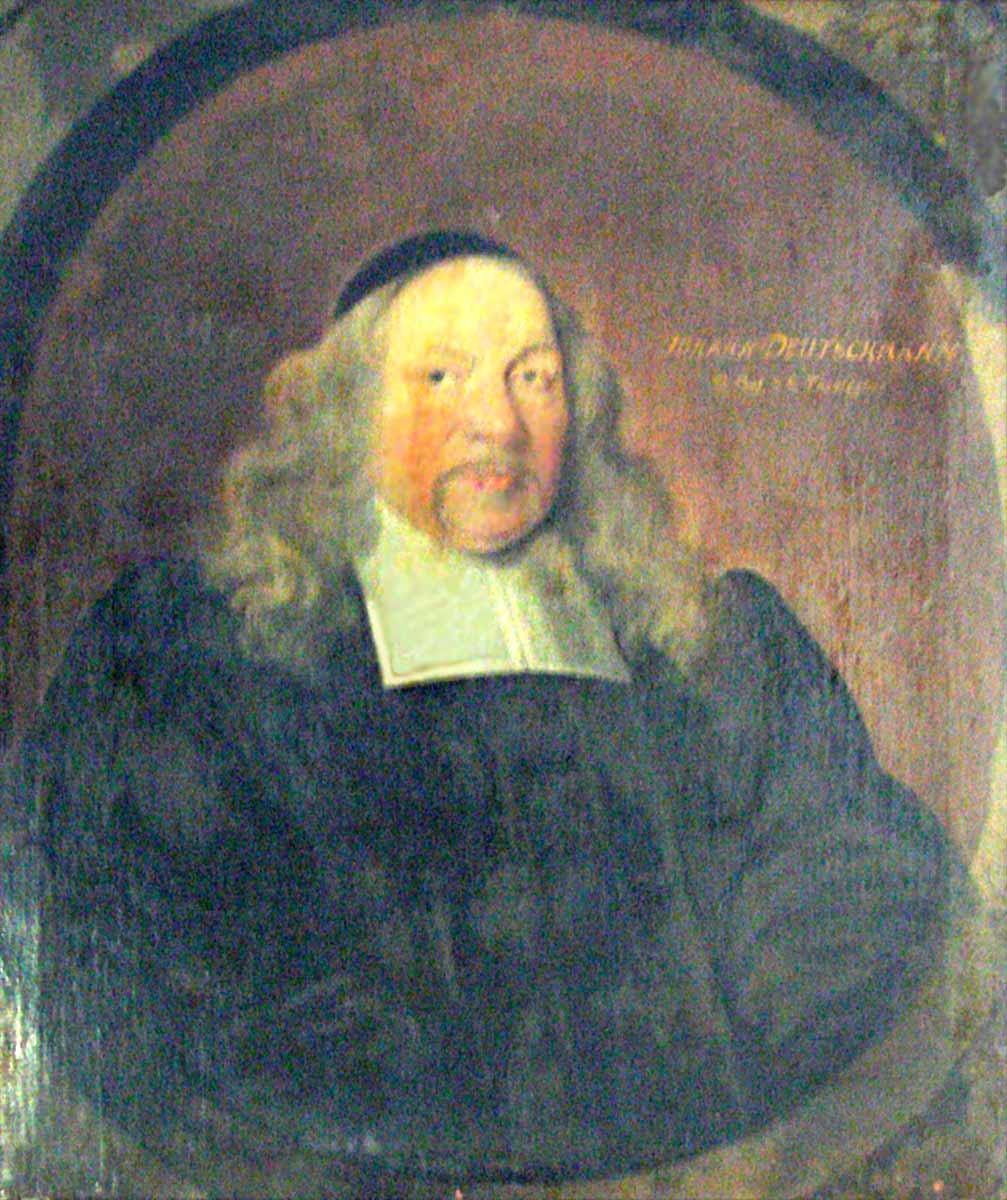
Johann Deutschmann (* 1625)

- 1625: Johann Deutschmann, deutscher lutherischer Theologe
- 1629: Agostino Scilla, italienischer Maler, Numismatiker, Paläontologe und Geologe
- 1631: Erich Mauritius, deutscher Rechtswissenschaftler
- 1645: Eusebio Francisco Kino, italienischer Jesuiten-Missionar
- 1653: Louis Pécour, französischer Tänzer und Choreograph
- 1658: Susanna Maria von Sandrart, deutsche Zeichnerin und Kupferstecherin in Nürnberg
- 1661: Joachim Meier, deutscher Schriftsteller
- 1669: Gottfried Schulz, deutscher Mediziner
- 1670: Johann Friedrich Wentzel, deutscher Maler und Radierer
- 1673: Johann Konrad Dippel, deutscher Alchemist, Arzt und Theologe
- 1674: Samuel Lutz, Schweizer pietistischer Pfarrer
- 1678: Heinrich Nicolaus Trebs, Hoforgelbauer des Herzogtums Sachsen-Weimar
- 1694: John Leveson-Gower, 1. Earl Gower, 1. Earl Gower und britischer Politiker
- 1699: Christoph Gottlieb Schröter, deutscher Komponist

### 18. Jahrhundert
- 1701: Christian Ludwig von Löwenstern, deutscher Maler, Dichter und Komponist

Andreas Florens Rivinus (* 1701)

- 1701: Andreas Florens Rivinus, deutscher Rechtswissenschaftler
- 1702: Stepan Fjodorowitsch Apraxin, russischer Feldmarschall
- 1708: Gottfried Bernhard Göz, österreichischer Maler und Kupferstecher des Rokoko
- 1709: Johann Georg Gmelin, deutscher Sibirienforscher und Botaniker
- 1709: Jean-Jacques Lefranc de Pompignan, französischer Schriftsteller
- 1710: Luise Dorothea, Herzogin von Sachsen-Gotha und Altenburg
- 1714: Johann Carl Sigmund Haussdörffer, württembergischer Orgelbauer
- 1716: Wilhelm von Alhaus, deutscher Geistlicher, Weihbischof in Münster und Osnabrück
- 1716: Eugenios Voulgaris, griechischer Mönch, Theologe, Philosoph und Schriftsteller
- 1724: Georg Adam von Starhemberg, österreichischer Diplomat, Minister und Obersthofmeister
- 1729: William Howe, 5. Viscount Howe, britischer General, Oberbefehlshaber der Truppen der Britisch-Ostindischen-Handelsgesellschaft
- 1740: Johann Peter Bucher, deutscher Rechtswissenschaftler

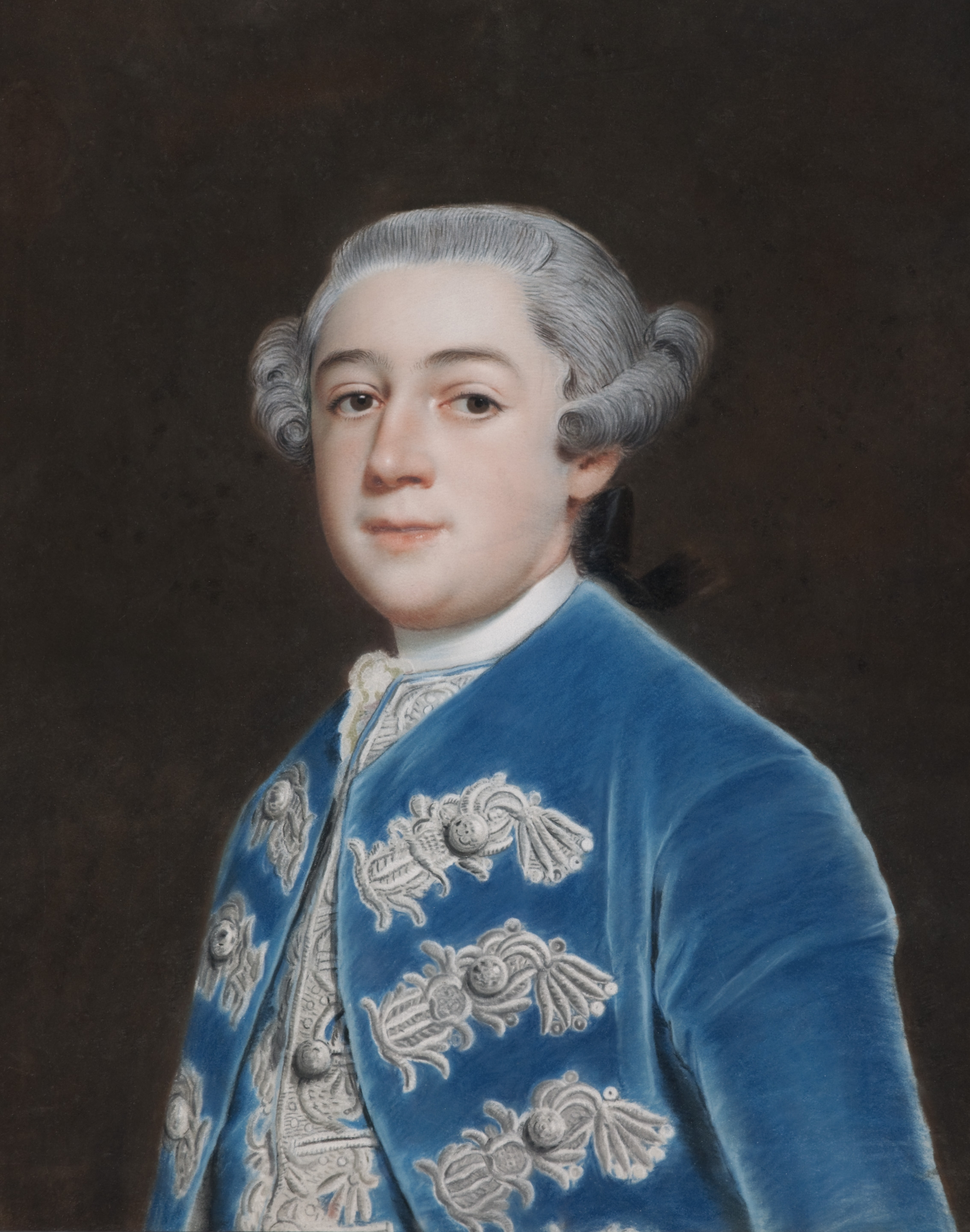
Leopold III. Friedrich Franz (* 1740)

- 1740: Leopold III. Friedrich Franz, Fürst von Anhalt-Dessau
- 1746: Johann Friedrich Wenthin, deutscher Orgelbauer
- 1750: Daniel Gottlob Türk, deutscher Organist und Musiktheoretiker
- 1753: Thomas Bewick, britischer Grafiker und Holzschneider
- 1753: Edmund Randolph, US-amerikanischer Jurist und Politiker, Gouverneur von Virginia, Attorney General, Außenminister
- 1758: Armand Gensonné, französischer Jurist und Politiker, Präsident der Gesetzgebenden Nationalversammlung und des Nationalkonvents
- 1768: Otto Christian Friedrich Kuhfahl, deutscher Pädagoge

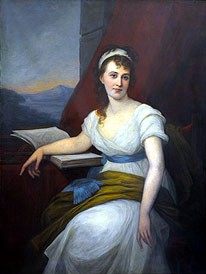
Dorothea von Rodde-Schlözer (* 1770)

- 1770: Dorothea Schlözer, deutsche Philosophin
- 1780: Pierre François Marie Auguste Dejean, französischer General und Entomologe
- 1780: Friedrich Joseph Haass, deutsch-russischer Mediziner
- 1780: Ernst Gustav von Gersdorf, deutscher Rittergutsbesitzer, Jurist und Politiker, Präsident des Sächsischen Landtags

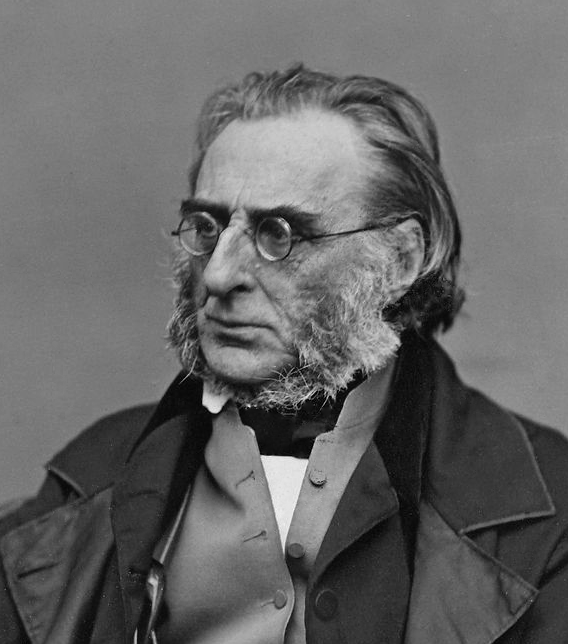
Charles James Napier (* 1782)

- 1782: Charles James Napier, britischer General, Oberbefehlshaber der Truppen der Ostindien-Kompanie
- 1783: Johann Christian Hundeshagen, deutscher Professor und Forstwissenschaftler
- 1784: Awraam Iwanowitsch Melnikow, russischer Architekt
- 1786: Paul Wigand, deutscher Jurist und Historiker
- 1791: Karl Rikli, Schweizer evangelischer Geistlicher
- 1793: August Neithardt, deutscher Komponist

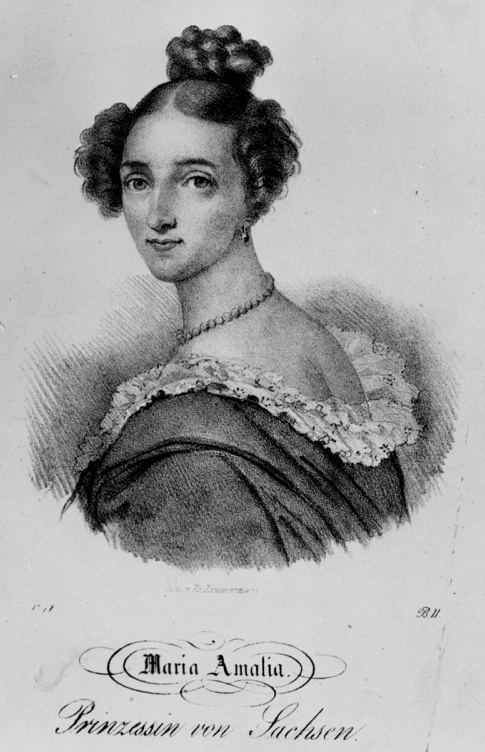
Amalie von Sachsen (* 1794)

- 1794: Amalie von Sachsen, deutsche Komponistin und Schriftstellerin
- 1794: Leopold Zunz, deutscher Wissenschaftler, Vorkämpfer der Judenemanzipation, gilt als Begründer der Wissenschaft des Judentums
- 1795: Otto Wigand, deutscher Verleger und Politiker, MdL
- 1797: Karl August Ferdinand Fuchs, deutscher Pfarrer und Schriftsteller
- 1797: Lorenzo Arrazola García, spanischer Jurist und Politiker, Minister, Präsident des Obersten Gerichts, Regierungspräsident
- 1797: Joseph Gerhard Zuccarini, deutscher Botaniker
- 1799: Friedrich Wilhelm Brökelmann, deutscher Unternehmer, MdL
- 1799: Samuel D. Hubbard, US-amerikanischer Politiker, Mitglied des Repräsentantenhauses, Minister
- 1800: Otto August Rosenberger, deutscher Astronom

### 19. Jahrhundert

#### 1801–1850
- 1801: Christian Hermann Weisse, deutscher evangelischer Theologe und spätidealistischer Philosoph
- 1802: Wilhelm Wieprecht, deutscher Komponist und Professor
- 1804: Albert Immer, Schweizer reformierter Theologe
- 1804: Wilhelm Nerenz, deutscher Maler

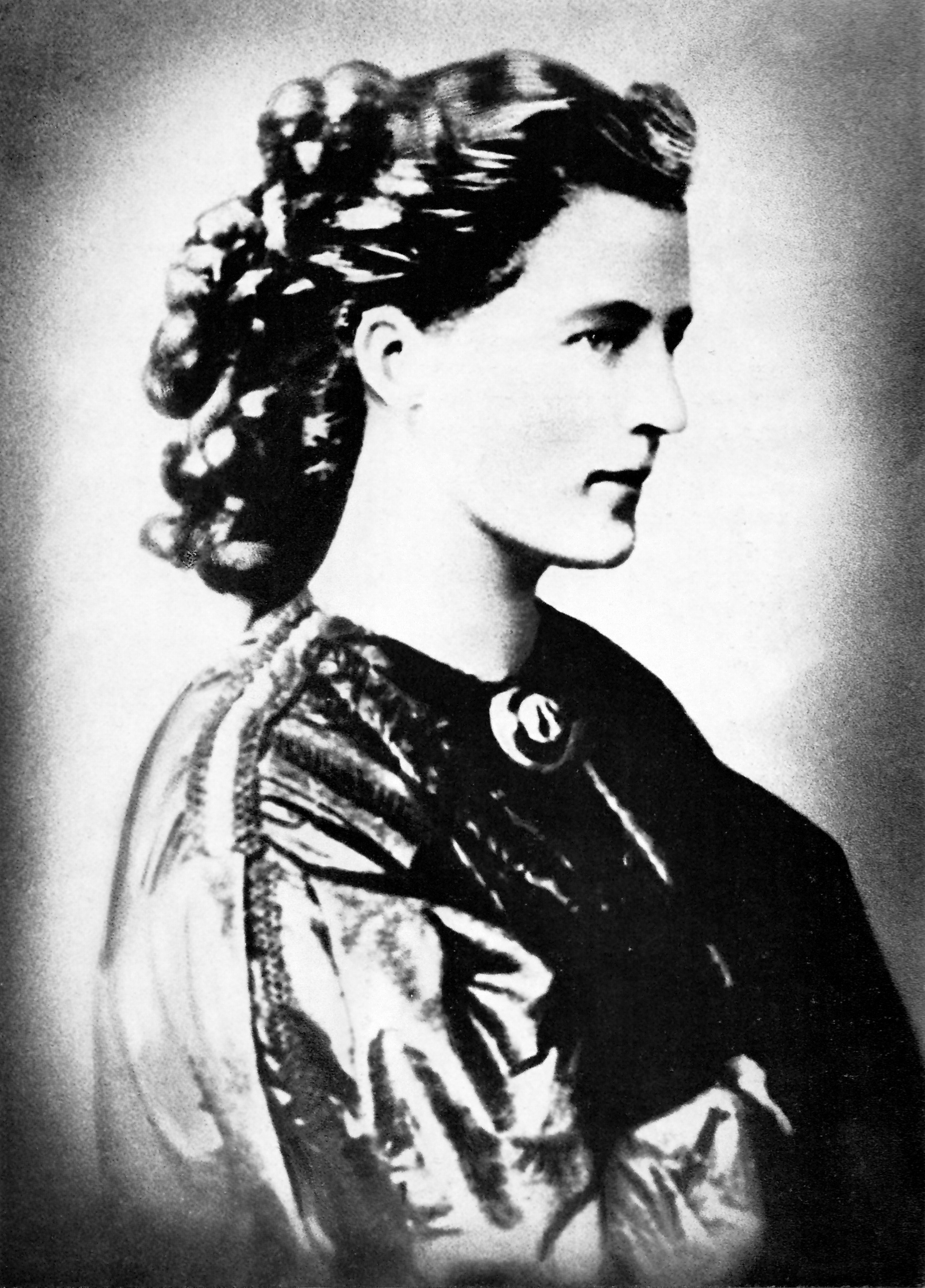
Sophie von Hatzfeld (* 1805)

- 1805: Sophie von Hatzfeldt, deutsche Sozialistin und Lebensgefährtin Ferdinand Lassalles
- 1805: Ferenc Toldy, ungarischer Literarhistoriker
- 1806: Karl Edel, deutscher Jurist und Politiker
- 1806: Julius Weisbach, deutscher Mathematiker und Ingenieur
- 1809: Christian Friedrich Lessing, deutscher Arzt und Botaniker
- 1810: Lorenzo Batlle y Grau, uruguayischer Politiker, Präsident von Uruguay
- 1810: Camillo Benso von Cavour, italienischer Staatsmann, erster Premierminister
- 1811: Enrico Cialdini, italienischer General und Herzog von Gaeta
- 1813: Joseph Fay, deutscher Maler
- 1813: William Henry Fry, US-amerikanischer Komponist und Musikkritiker

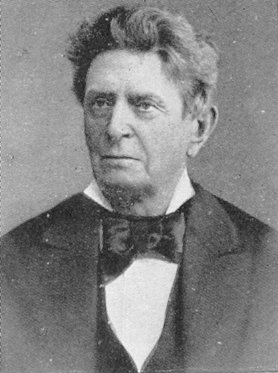
Ketil Motzfeldt (* 1814)

- 1814: Ketil Motzfeldt, norwegischer Politiker
- 1814: Henri Nestlé, Schweizer Unternehmer und Industrieller deutscher Herkunft
- 1818: William Mathewson Eddy, US-amerikanischer Landvermesser
- 1818: Joseph Lingens, deutscher Politiker, MdR
- 1821: Alois Ander, böhmischer Tenor und Opernsänger
- 1822: Jindřich Fügner, tschechischer Kaufmann und Sportfunktionär
- 1823: Achille Costa, italienischer Entomologe
- 1823: Antônio Gonçalves Dias, brasilianischer Dichter
- 1826: Ramon Martí i Alsina, katalanischer Maler
- 1827: Adalbert Falk, preußischer Kultusminister und Präsident des Oberlandesgerichts zu Hamm
- 1830: Guido Henckel von Donnersmarck, schlesischer Industrieller
- 1831: Richard von Arnim, preußischer Offizier
- 1835: Rudolf Siemering, deutscher Bildhauer
- 1839: Alexander Grigorjewitsch Stoletow, russischer Physiker
- 1840: Károly Hornig, Erzbischof von Veszprém und Kardinal
- 1845: Francesco Vinea, italienischer Maler
- 1847: Wilhelm Rein, deutscher Pädagoge
- 1848: Othmar Blumer, Schweizer Industrieller und Politiker

#### 1851–1900
- 1851: Gottfried Asselmann, deutscher Geistlicher und Heimatforscher

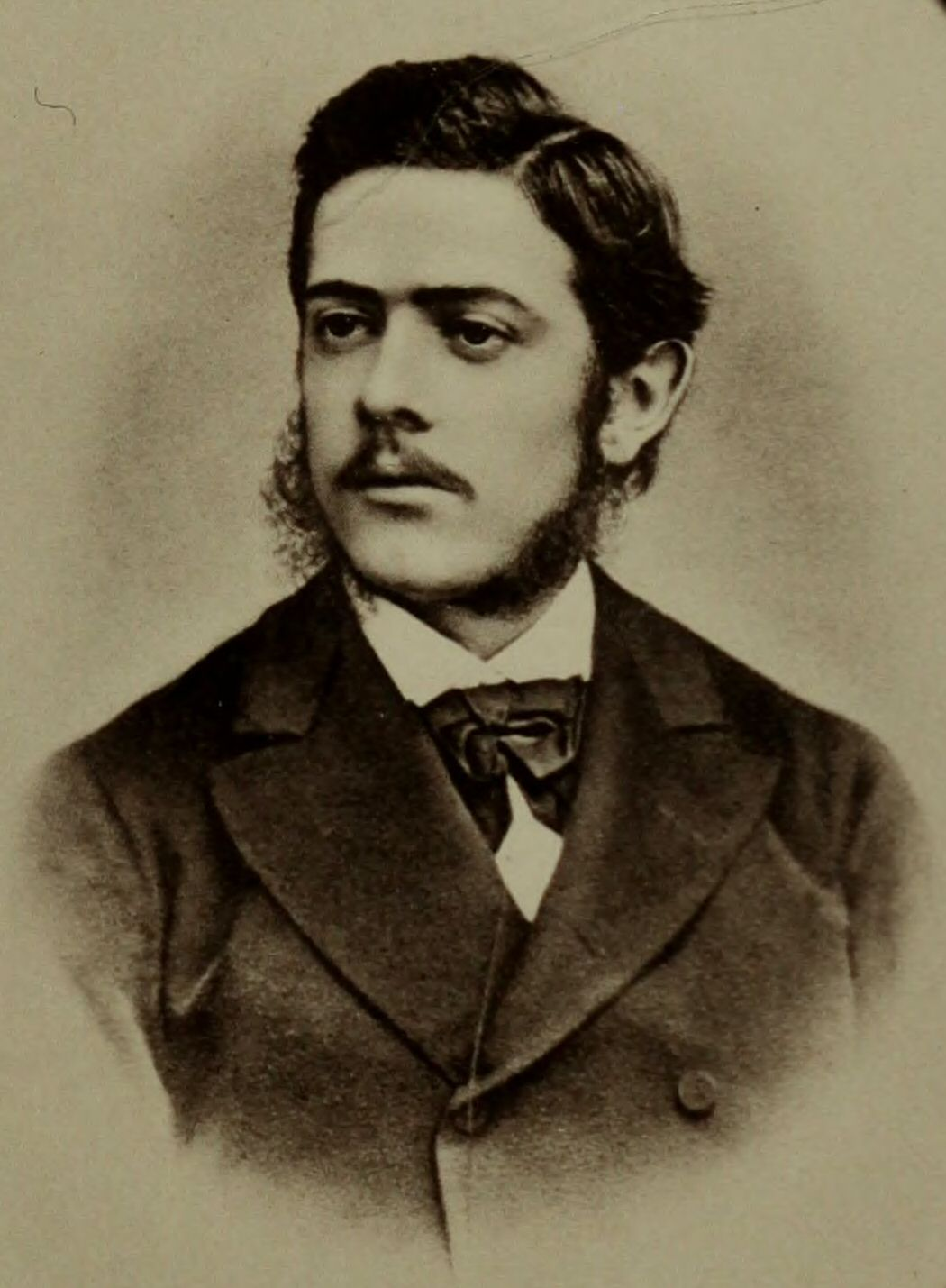
Frédéric Kastner (* 1852)

- 1852: Frédéric Kastner, französischer Physiker, Erfinder des Pyrophons
- 1856: Francis Xavier Dercum, US-amerikanischer Neurologe
- 1856: Paul Geisler, deutscher Dirigent und Komponist
- 1858: Gaston Milhaud, französischer Wissenschaftstheoretiker und Wissenschaftshistoriker
- 1859: Georg Pick, österreichischer Mathematiker
- 1860: Pieter Helbert Damsté, niederländischer Altphilologe
- 1860: Karl Moser, Schweizer Architekt
- 1860: Sergei Dmitrijewitsch Sasonow, russischer Diplomat

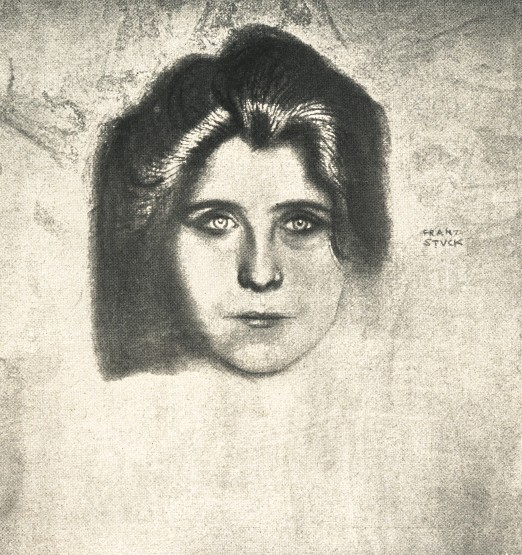
Juliane Déry (* 1864)

- 1864: Juliane Déry, deutsche Schriftstellerin
- 1864: Heinrich Messikommer, Schweizer Auktionator, Kunst- und Antiquitätenhändler
- 1864: Carl Junker, österreichischer Syndikus des Vereines der österreichisch-ungarischen Buchhändler und Historiker
- 1865: Alexander Konstantinowitsch Glasunow, russischer Komponist
- 1865: Andreas Heusler, Schweizer Altgermanist
- 1866: Felix Atenstädt, deutscher Klassischer Philologe und Gymnasiallehrer
- 1867: Emil Oberhoffer, US-amerikanischer Dirigent, Komponist und Musikpädagoge

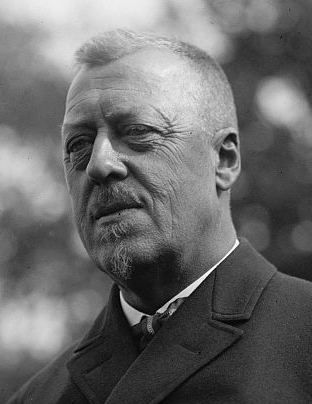
Hugo Eckener (* 1868)

- 1868: Hugo Eckener, deutscher Luftfahrtpionier
- 1870: Heinrich Eisenbach, österreichischer Kabarettist
- 1870: Claude Loraine-Barrow, britischer Automobilrennfahrer
- 1870: Hans Zenker, deutscher Admiral
- 1871: Florian Gröger, österreichischer Politiker
- 1871: Aino Sibelius, Ehefrau des finnischen Komponisten Jean Sibelius
- 1872: Engelbert-Maria, Herzog von Arenberg
- 1872: Fritz Lau, deutscher Schriftsteller
- 1873: Marius Chaîne, französischer Orientalist und katholischer Priester
- 1874: Herbert Hoover, US-amerikanischer Politiker, 31. Präsident der USA
- 1874: Felix Krueger, deutscher Psychologe
- 1874: Johannes Sigg, deutsch-schweizerischer Journalist und sozialdemokratischer Politiker

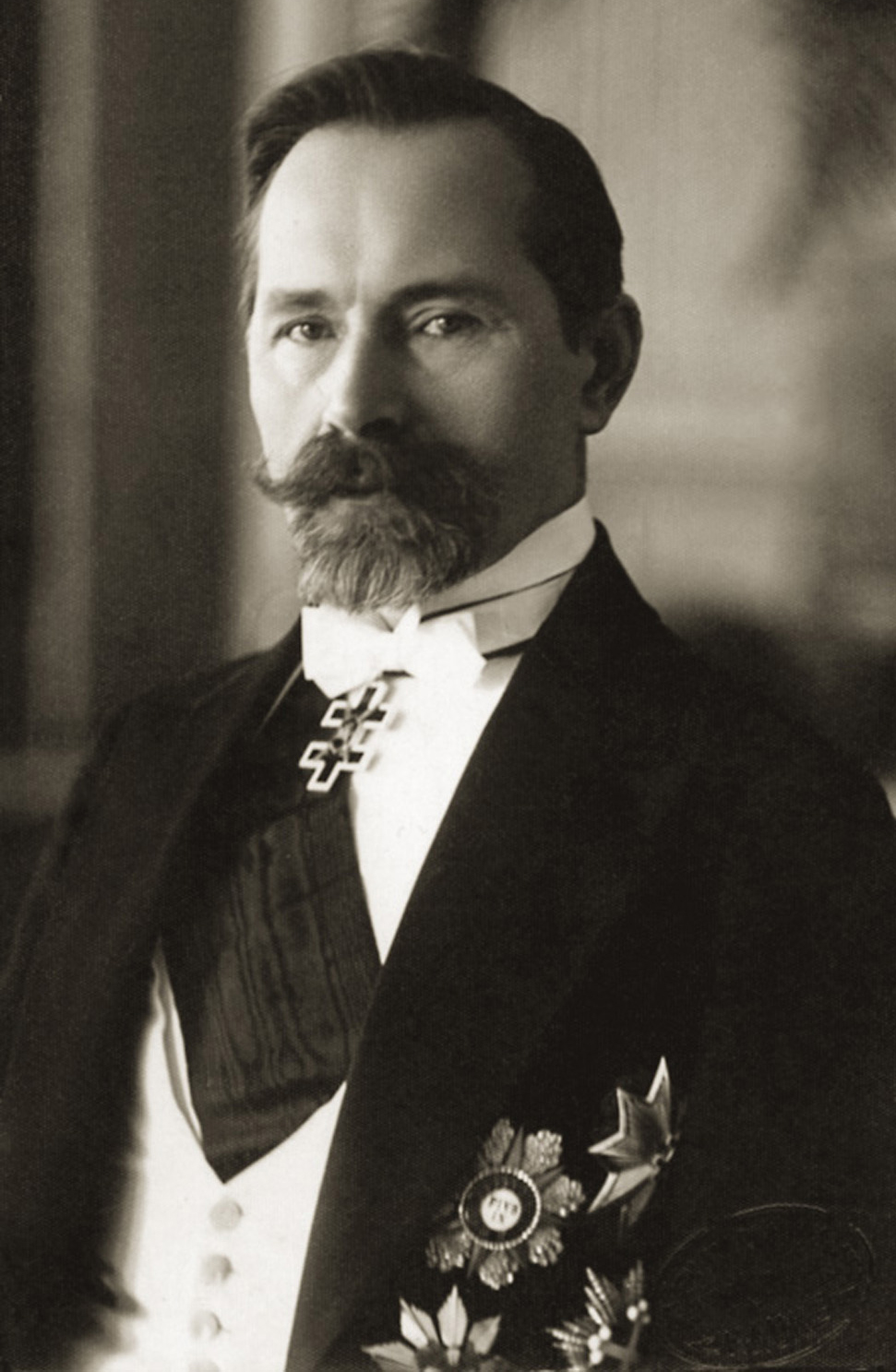
Antanas Smetona (* 1874)

- 1874: Antanas Smetona, erster Präsident der Republik Litauen
- 1877: Rudolf Hilferding, deutsch-österreichischer Politiker, Wirtschaftswissenschaftler, MdR, Reichsfinanzminister
- 1877: Frank Marshall, US-amerikanischer Schachspieler
- 1878: Alfred Döblin, deutscher Arzt und gesellschaftskritischer Schriftsteller
- 1878: Karl Geiler, deutscher Rechtswissenschaftler und Politiker, erster Ministerpräsident von Hessen
- 1880: Pierre Roy, französischer Maler
- 1880: Clarence Cameron White, US-amerikanischer Komponist
- 1881: Witter Bynner, US-amerikanischer Dichter
- 1882: William Van Alen, US-amerikanischer Architekt
- 1883: Fernando Cento, vatikanischer Diplomat und Kardinal der römisch-katholischen Kirche
- 1883: Konrad Kain, österreichisch-kanadischer Bergsteiger

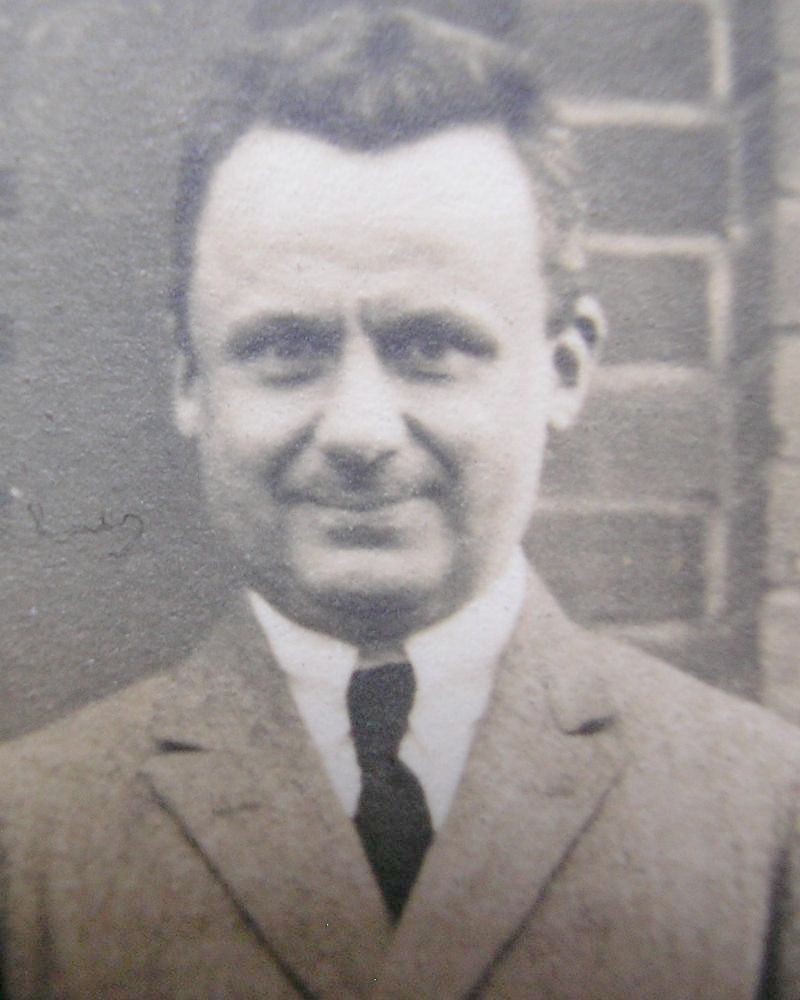
Robert Wichard Pohl (* 1884)

- 1884: Robert Wichard Pohl, deutscher Physiker
- 1885: Hermann Ammann, deutscher Sprachwissenschaftler
- 1885: Franziska Mayer-Hillebrand, österreichische Psychologin
- 1887: Edward Leedskalnin, lettischer Bildhauer und Ingenieur
- 1887: Sam Warner, US-amerikanischer Filmproduzent
- 1888: René Dély, französischer Automobilrennfahrer
- 1888: Lauri Ikonen, finnischer Komponist
- 1888: Max Jacob, deutscher Puppenspieler
- 1889: Zofia Kossak-Szczucka, polnische Schriftstellerin, Widerstandskämpferin und Initiatorin der Żegota
- 1889: Norman Scott, US-amerikanischer Admiral
- 1890: Gerd Fricke, deutscher Hörspielregisseur, Hörspielsprecher, Hörfunkmoderator und Schauspieler
- 1890: Richard Sedlmaier, deutscher Kunsthistoriker und Hochschullehrer
- 1892: José Orabuena, deutsch-jüdischer Schriftsteller
- 1893: Enrique Armand-Ugón, uruguayischer Jurist
- 1893: Douglas Moore, US-amerikanischer Komponist
- 1893: Prežihov Voranc, slowenischer Schriftsteller
- 1894: V. V. Giri, indischer Staatspräsident

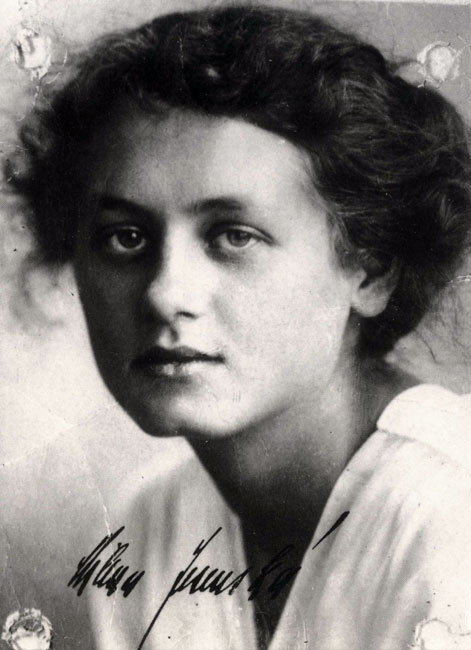
Milena Jesenská (* 1896)

- 1896: Milena Jesenská, tschechische Schriftstellerin
- 1896: Erich Steinfurth, deutscher kommunistischer Politiker, MdL, Widerstandskämpfer gegen den Nationalsozialismus
- 1898: Leyla Açba, die erste osmanische Hofdame, die ihre Memoiren niedergeschrieben hat
- 1898: Tadeusz Dołęga-Mostowicz, polnischer Journalist und Schriftsteller
- 1899: Margarete Heymann, deutsche Keramik-Designerin
- 1900: René Crevel, französischer Schriftsteller
- 1900: Hans Otto, deutscher Theater-Schauspieler
- 1900: Arthur Porritt, Generalgouverneur von Neuseeland und Arzt, Leichtathlet und Sportfunktionär

### 20. Jahrhundert

#### 1901–1925
- 1901: Sergio Frusoni, kapverdischer Poet
- 1901: Robert Keldorfer, österreichischer Komponist, Pianist und Dirigent
- 1901: Mona Rüster, deutsche Tischtennisspielerin

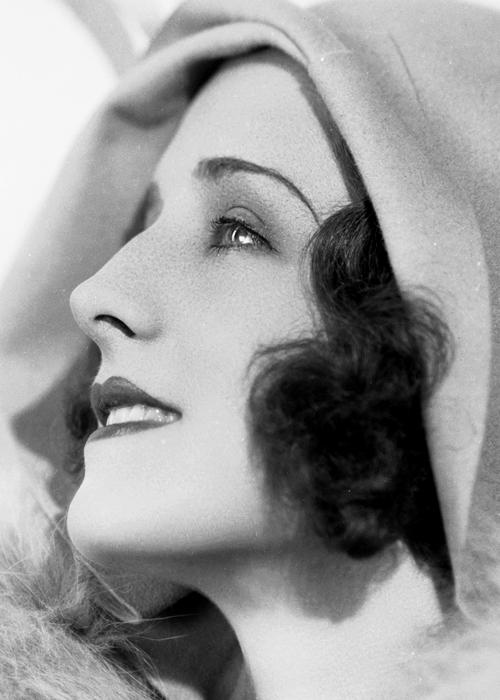
Norma Shearer (* 1902)

- 1902: Norma Shearer, US-amerikanische Schauspielerin
- 1902: Curt Siodmak, US-amerikanischer Filmregisseur und Schriftsteller
- 1903: Geraldo, britischer Bandleader
- 1903: Eleanor Lambert, US-amerikanische Modejournalistin
- 1904: Albert Skira, Schweizer Verleger
- 1904: Ellen Soeding, deutsche Schriftstellerin
- 1906: Wilhelm Kempf, Bischof von Limburg
- 1906: Herybert Menzel, deutscher Dichter und Schriftsteller zur Zeit des Nationalsozialismus
- 1907: Luis Aguirre Pinto, chilenischer Komponist
- 1907: Alvin Karpis, kanadisch-US-amerikanischer Krimineller
- 1908: Friedrich Haug, deutscher Jurist, Richter am Bundessozialgericht
- 1908: Lauri Lehtinen, finnischer Leichtathlet, Olympiasieger
- 1909: Leo Fender, US-amerikanischer Unternehmer und Instrumentenbauer

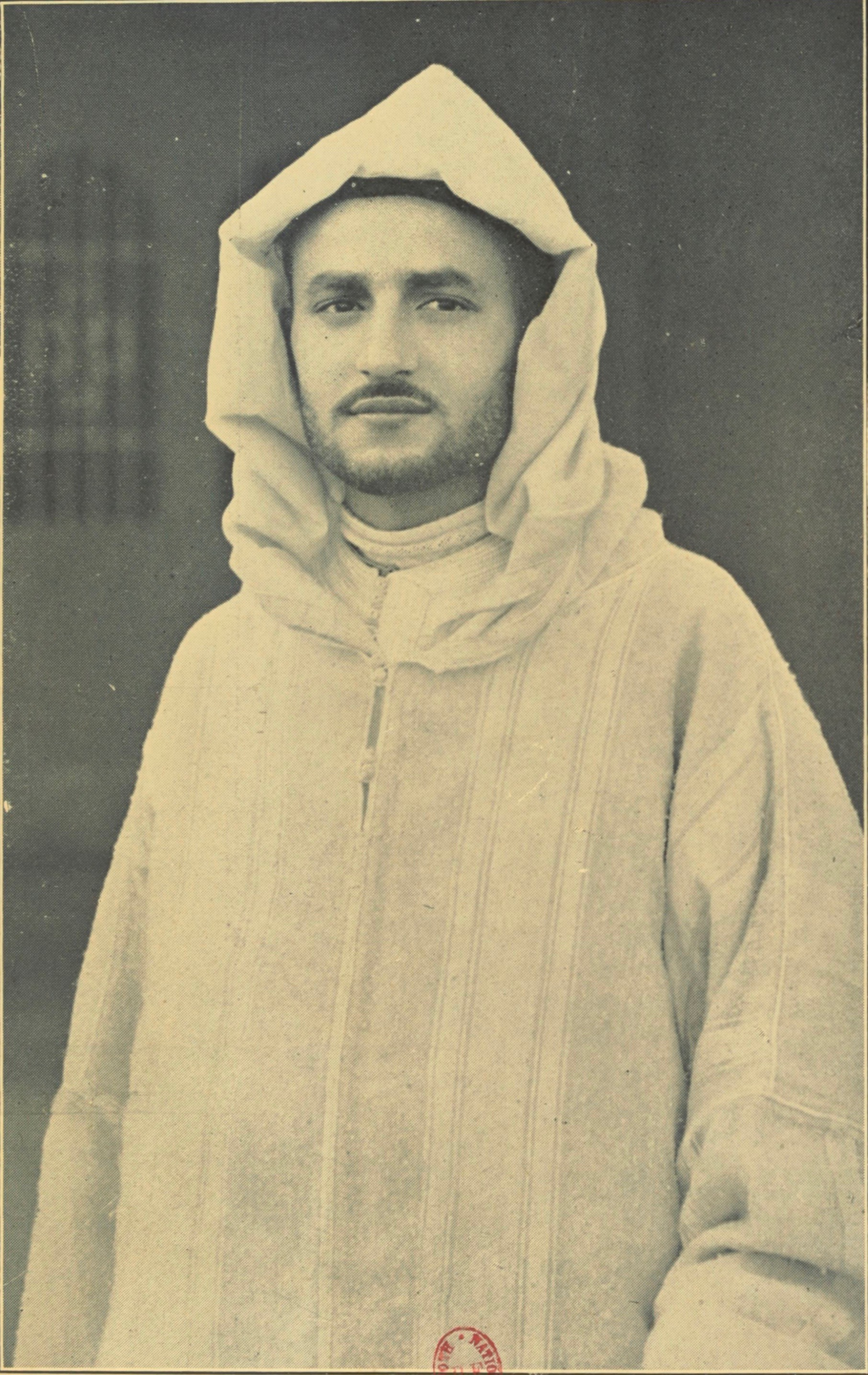
Mohammed V. (* 1909)

- 1909: Mohammed V., König von Marokko
- 1909: Claude Thornhill, US-amerikanischer Jazz-Pianist und Bandleader
- 1910: Gordon Gray, Erzbischof von Edinburgh und Kardinal
- 1912: Jorge Amado, brasilianischer Schriftsteller
- 1912: Randolph von Breidbach-Bürresheim, deutscher Jurist, Widerstandskämpfer des 20. Juli 1944
- 1913: Heinz von Allmen, Schweizer Skirennläufer
- 1913: Noah Beery junior, US-amerikanischer Schauspieler
- 1913: Wolfgang Paul, deutscher Physiker und Nobelpreisträger
- 1914: Ken Annakin, britischer Regisseur

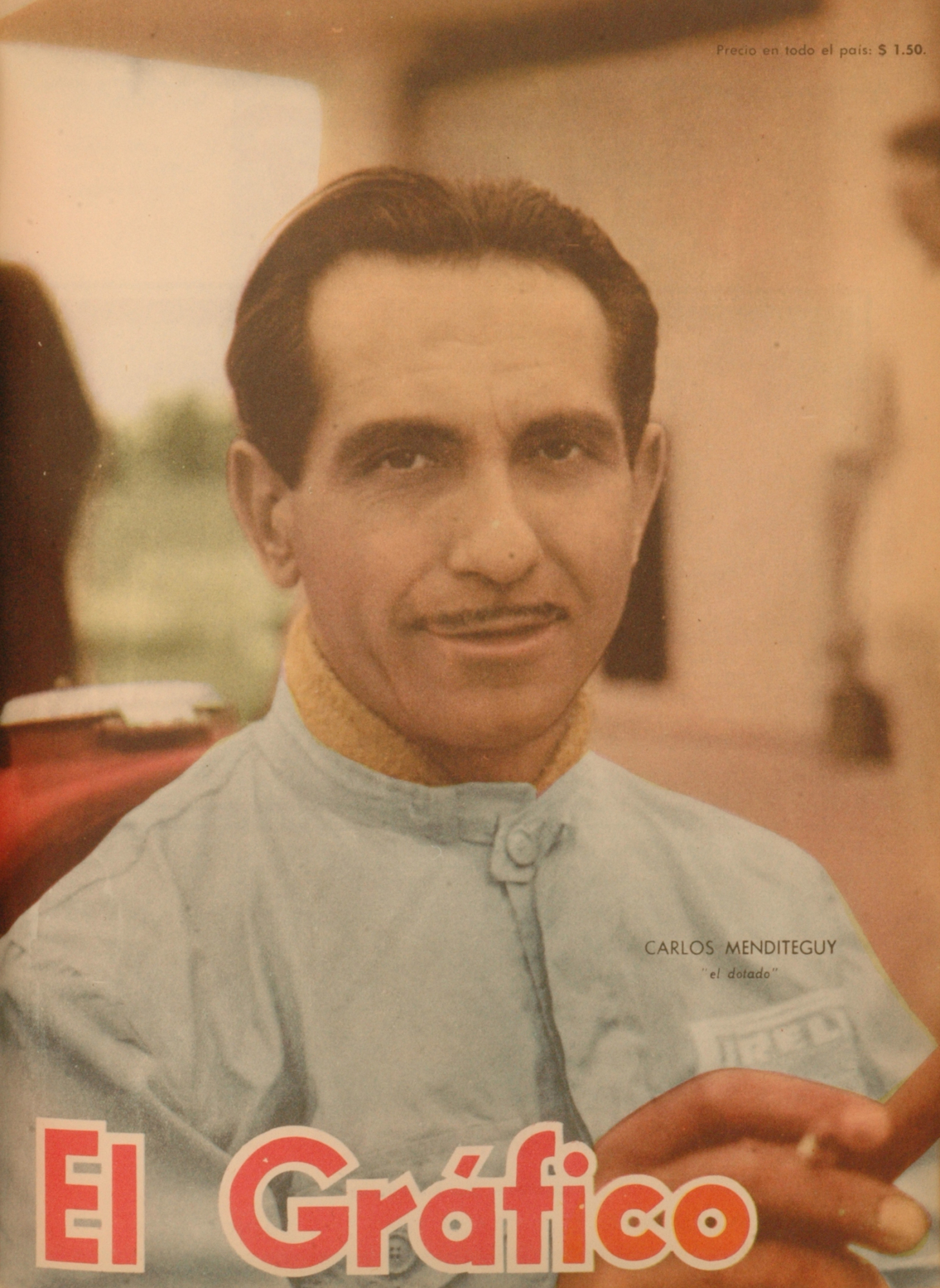
Carlos Menditéguy (* 1915)

- 1915: Carlos Menditéguy, argentinischer Polospieler und Automobilrennfahrer
- 1916: Lorenzo Delgado, mexikanischer Boxer
- 1916: Hubert Maga, Präsident von Benin
- 1916: Emil Solke, deutscher Landwirt und Politiker, MdB
- 1917: Bäiken Äschimow, sowjetischer Politiker
- 1918: Arnett Cobb, US-amerikanischer Jazz-Saxophonist
- 1918: Philipp Rohr, deutscher Fußballspieler und -trainer
- 1919: Emerich Coreth, österreichischer katholischer Theologe und Philosoph
- 1920: Walter Basan, deutscher Schriftsteller und Hörspielautor
- 1920: Red Holzman, US-amerikanischer Basketballtrainer
- 1921: Jack Archer, britischer Sprinter
- 1922: Loro Boriçi, albanischer Fußballspieler und -trainer
- 1922: Arthur T. von Mehren, US-amerikanischer Rechtsgelehrter
- 1923: Rhonda Fleming, US-amerikanische Schauspielerin
- 1923: Jean Graton, belgischer Comic-Zeichner und -Autor
- 1923: Vera Lwowski, deutsche Tierbildhauerin
- 1924: Martha Hyer, US-amerikanische Filmschauspielerin
- 1924: Jean-François Lyotard, französischer Philosoph
- 1925: Rudolf Bachmann, deutscher Politiker
- 1925: Kurt Bürer, Schweizer Politiker
- 1925: Willy Purucker, deutscher Drehbuchautor, Hörspiel-Regisseur und Moderator

#### 1926–1950
- 1926: Marie-Claire Alain, französische Organistin
- 1927: Jean Guichet, französischer Automobilrennfahrer
- 1927: Gerd Löffler, deutscher Diplom-Politologe und Politiker, MdL, Senator
- 1928: Jimmy Dean, US-amerikanischer Country-Musiker
- 1928: Eddie Fisher, US-amerikanischer Sänger und Entertainer
- 1928: Gerino Gerini, italienischer Automobilrennfahrer
- 1928: Franz Lehrndorfer, deutscher Organist und Musikprofessor
- 1929: Vincent McEveety, US-amerikanischer Film- und Fernsehregisseur
- 1929: Joseph Ujlaki, französischer Fußballspieler

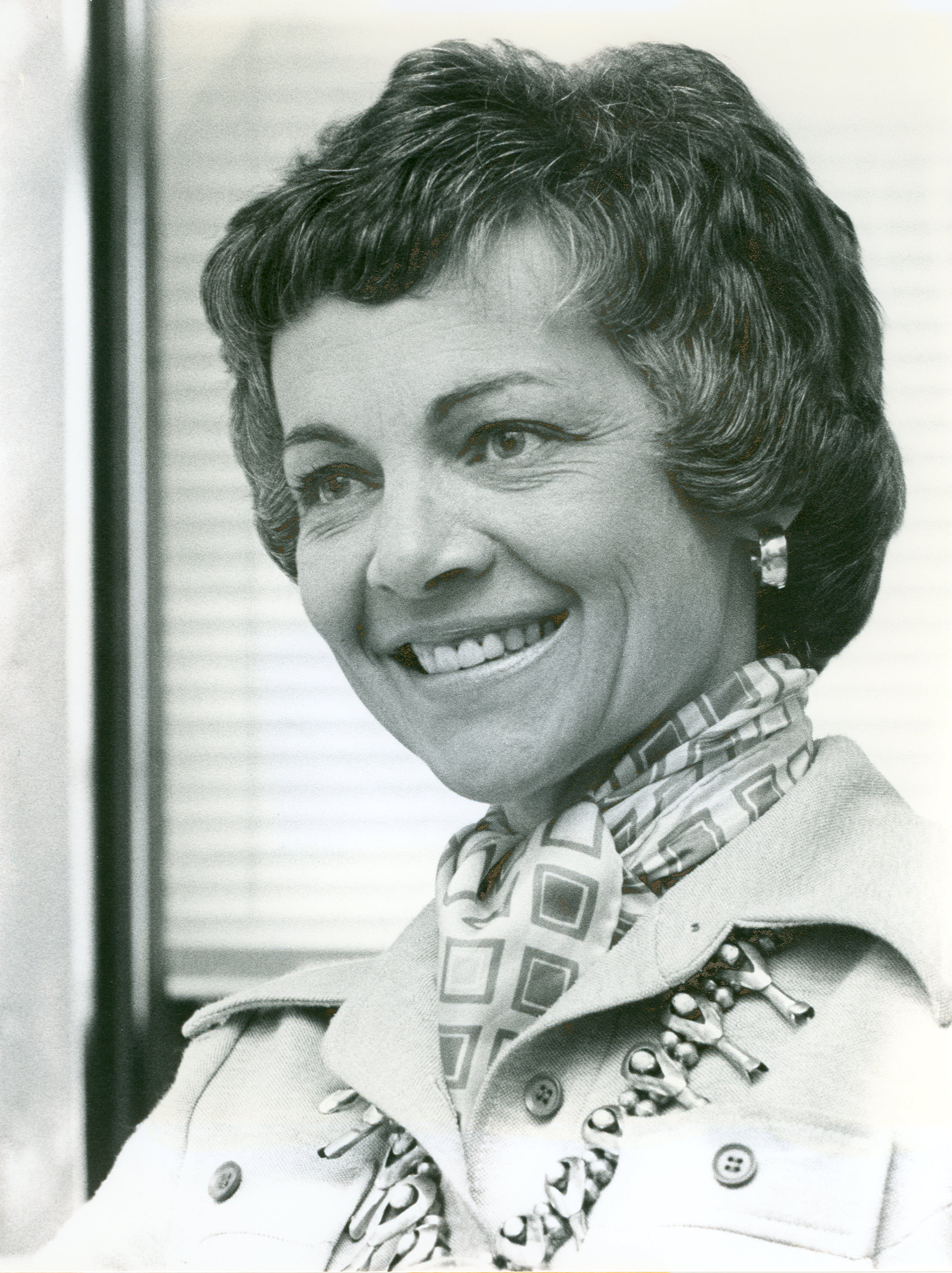
Martha Keys (* 1930)

- 1930: Martha Keys, US-amerikanische Politikerin
- 1930: Fakir Musafar, US-amerikanischer Begründer der Modern Primitive-Bewegung
- 1930: Jorma Panula, finnischer Dirigent und Komponist
- 1931: Renate Holm, deutsch-österreichische Sängerin
- 1931: Jaswant Singh, indischer Hockeyspieler
- 1932: Verena von Asten, deutsche Schriftstellerin
- 1932: Alexander Goehr, englischer Komponist
- 1932: Jürgen Holtz, deutscher Schauspieler
- 1932: Vladimír Páral, tschechischer Schriftsteller
- 1933: Doyle Brunson, US-amerikanischer Pokerspieler
- 1933: Elizabeth Butler-Sloss, Baroness Butler-Sloss, britische Juristin, war erste Richterin am Court of Appeal
- 1933ː Sabine Klamroth, deutsche Juristin und Autorin
- 1933: Denise Schmandt-Besserat, US-amerikanische Altorientalistin und Mathematikhistorikerin mit französischen Wurzeln
- 1934: Manfred Clasen, deutscher rechtsextremer Politiker
- 1934: Ludwig Elm, deutscher Politiker, MdB

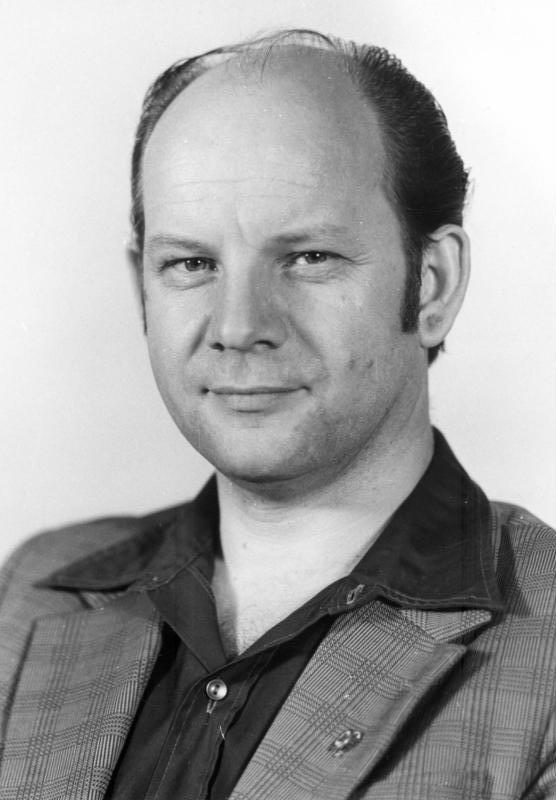
Wolfgang Herger (* 1935)

- 1935: Wolfgang Herger, Leiter der Abteilung Sicherheitsfragen beim Zentralkomitee der SED in der DDR
- 1935: Gija Kantscheli, georgischer Komponist
- 1936: Barbara von Wulffen, deutsche Autorin
- 1937: Hartmut Atsma, deutscher Historiker und Diplomatiker
- 1937: Eddie Meador, US-amerikanischer American-Football-Spieler
- 1937: Peter Roggisch, deutscher Schauspieler
- 1937: Anatoli Alexandrowitsch Sobtschak, russischer Politiker
- 1937: Annette Weber-Krier, luxemburgische Turnerin
- 1938: Grit Boettcher, deutsche Schauspielerin
- 1938: Antje Hagen, deutsche Schauspielerin
- 1939: Maria Luisa Lopez-Vito, philippinisch-deutsche Pianistin
- 1939: Kate O’Mara, britische Schauspielerin

Les Humphries (* 1940)

- 1940: Les Humphries, britischer Musiker
- 1940: Marie Versini, französische Schauspielerin
- 1941: Lawrence Casserley, britischer Komponist, Improvisationsmusiker und Musikpädagoge
- 1941: Wolfgang Straßer, deutscher Informatiker und Hochschullehrer
- 1942: John Bailey, US-amerikanischer Kameramann
- 1942: Giovanni Lodetti, italienischer Fußballspieler
- 1942: Norbert Schultze junior, deutscher Regisseur
- 1942: Franz Stadelmann, Schweizer Volksmusikant
- 1943: Michael Mantler, österreichischer Jazz-Trompeter, Komponist, Bandleader und Produzent
- 1943: Frances Northcutt, US-amerikanische Mathematikerin, Informatikerin, Anwältin und Frauenrechtlerin
- 1943: Enrico Rava, italienischer Jazzmusiker
- 1943: Iwan Rickenbacher, Schweizer Kommunikationsberater

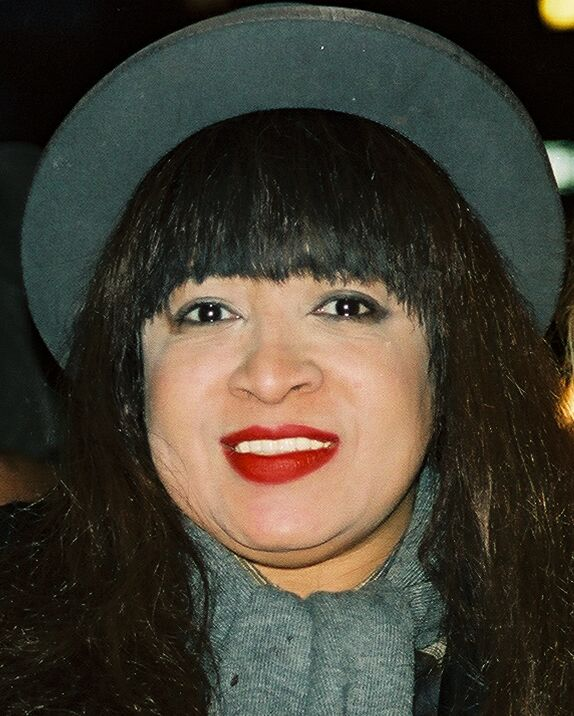
Ronnie Spector (* 1943)

- 1943: Ronnie Spector, US-amerikanische Sängerin
- 1944: Bernard Coard, grenadischer Politiker
- 1944: Claude Delarue, Schweizer und französischer Schriftsteller
- 1944: Barbara Erskine, britische Schriftstellerin und Historikerin
- 1944: Bernhard Fleckenstein, deutscher Virologe
- 1944: Abdul Latif Raschid, irakischer Präsident
- 1945: Milagros Beras Dalmasí, dominikanischer Pianist und Musikpädagoge
- 1945: Dieter Michael Feineis, deutscher römisch-katholischer Geistlicher und Kirchenhistoriker
- 1945: Harriet Miers, US-amerikanische Juristin, Rechtsberaterin des US-Präsidenten George W. Bush
- 1946: Gerhard Müller, deutscher Jurist
- 1946: Emine Sevgi Özdamar, türkisch-deutsche Schauspielerin und Schriftstellerin
- 1947: Ian Anderson, britischer Sänger, Komponist, Texter, Flötist und Gitarrist
- 1947: Anwar Ibrahim, Politiker aus Malaysia und Vize-Premierminister
- 1947: Mechtild Rothe, deutsche Politikerin, MdEP
- 1948: Carola Kretschmer, deutsche Rockgitarristin
- 1949: Jean-Claude Basso, französischer Automobilrennfahrer
- 1950: Patti Austin, US-amerikanische Soul-, R&B und Jazzsängerin
- 1950: Rémy Girard, kanadischer Schauspieler
- 1950: Kayo Inaba, japanische Biologin und Immunologin
- 1950: Ronald Nitschke, deutscher Schauspieler

#### 1951–1975
- 1951: Michael Charles Evans, britischer römisch-katholischer Theologe und Bischof
- 1952: Dietmar Käbisch, deutscher Radsportler
- 1952: Reijo Laksola, finnischer Eishockeyspieler
- 1952: Jerzy Pilch, polnischer Schriftsteller
- 1952: Diane Venora, US-amerikanische Schauspielerin
- 1953: Michael Schneider, deutscher Blockflötist und Dirigent
- 1954: Eliot Fisk, US-amerikanischer Gitarrist

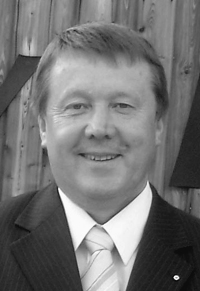
Heinz-Peter Haustein (* 1954)

- 1954: Heinz-Peter Haustein, deutscher Politiker, MdB
- 1955: Michael Gerard Bauer, australischer Schriftsteller
- 1955: Dietmar Mössmer, österreichischer Schauspieler
- 1955: Brigitte Oleschinski, deutsche Historikerin und Schriftstellerin
- 1955: Rolf Sachs, Schweizer Künstler
- 1955: Manfred Scheuer, österreichischer Bischof
- 1956: Max Hardcore, US-amerikanischer Pornodarsteller
- 1957: Ronald Borchers, deutscher Fußballspieler
- 1957: Danielle Spera, österreichische Fernsehmoderatorin
- 1958: Michael Dokes, US-amerikanischer Boxer
- 1958: Wolfgang Funkel, deutscher Fußballtrainer und -spieler
- 1958: Don Swayze, US-amerikanischer Schauspieler

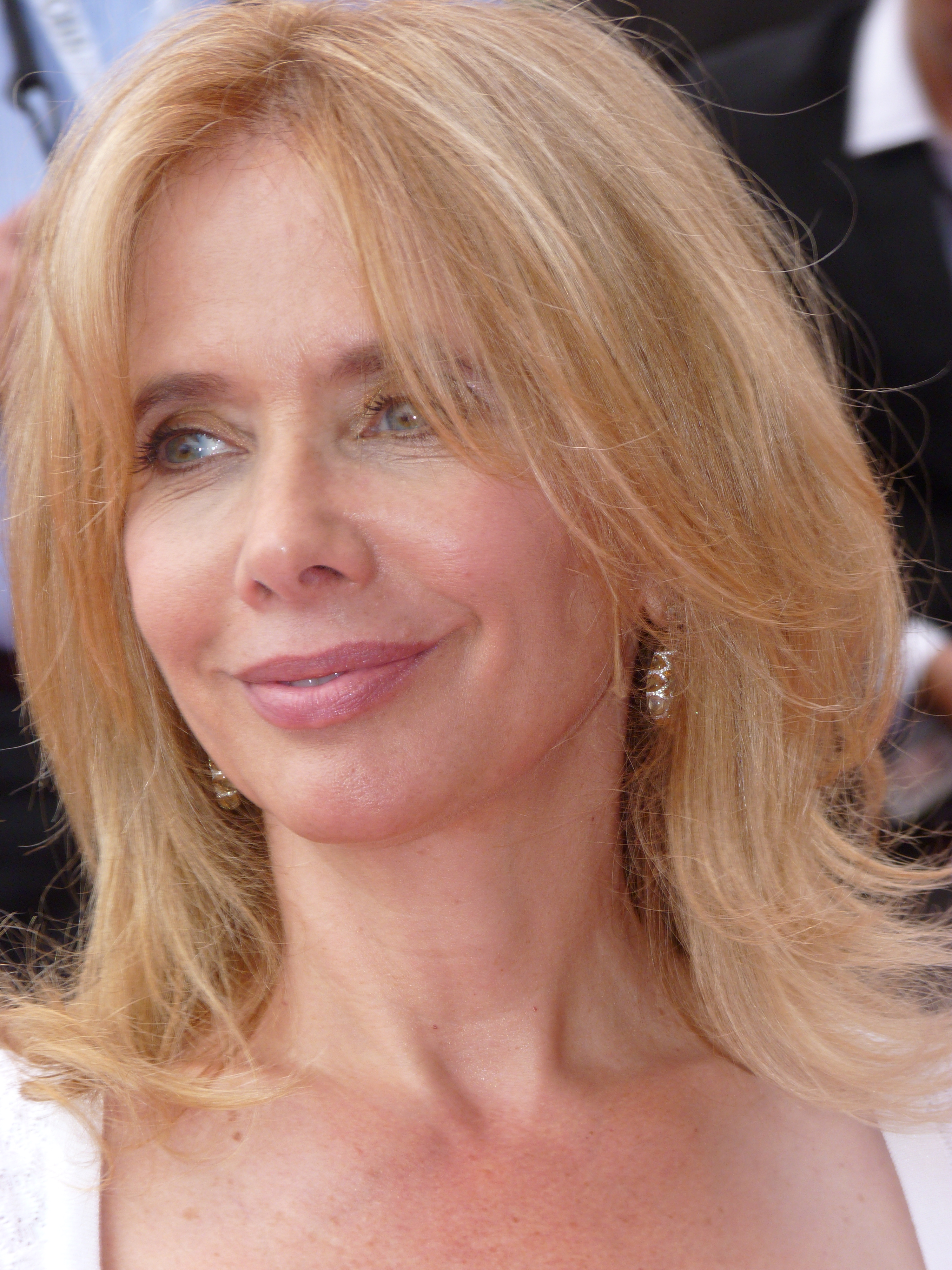
Rosanna Arquette (* 1959)

- 1959: Rosanna Arquette, US-amerikanische Schauspielerin
- 1960: Antonio Banderas, spanischer Schauspieler
- 1960: Kenny Perry, US-amerikanischer Golfer
- 1961: Nicolas Berggruen, deutsch-US-amerikanischer Finanzinvestor
- 1962: Ingo Autenrieth, deutscher Mediziner
- 1962: Thomas Brunner, deutscher Fußballspieler und -trainer
- 1962: Suzanne Collins, US-amerikanische Autorin
- 1962ː Eva Kreienkamp, deutsche Managerin und LGBT-Aktivistin
- 1963: Phoolan Devi, indische Banditenkönigin und Politikerin
- 1963: Andrew Sullivan, britischer Journalist und Blogger
- 1964: Andy Caldecott, australischer Endurosportler und Motorradhändler
- 1964: Choe Son-huinordkoreanische Diplomatin und Politikerin
- 1964: Anja Fröhlich, deutsche Schriftstellerin, Jugend- und Kinderbuchautorin
- 1964: Achim Glückler, deutscher Fußballspieler
- 1964: Hartmuth C. Kolb, deutscher Chemiker
- 1964: Daniele Nonnis, deutsch-italienischer Schauspieler und Sänger
- 1965: Claudia Christian, US-amerikanische Schauspielerin und Sängerin
- 1965: Toumani Diabaté, malischer Kora-Spieler

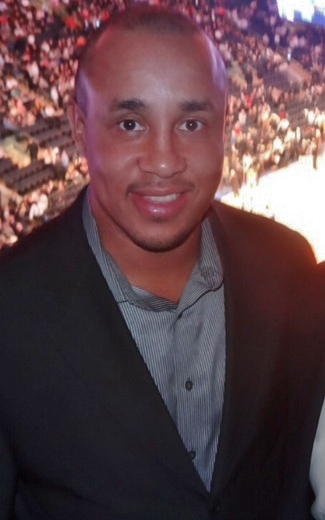
John Starks (* 1965)

- 1965: John Starks, US-amerikanischer Basketballspieler
- 1966: Udo Bölts, deutscher Radrennfahrer
- 1966: Ibrahim Hassan, ägyptischer Fußballspieler
- 1966: Hansi Kürsch, deutscher Sänger
- 1966: Oliver Schündler, deutscher Film- und Fernsehproduzent
- 1967: ATAK, deutscher Comic-Zeichner
- 1967: Riddick Bowe, US-amerikanischer Schwergewichtsboxer
- 1967: Bonny Madsen, dänische Fußballspielerin
- 1968: Aljaksandr Andryjeuski, belarussischer Eishockeyspieler und -trainer
- 1968: Lene Rantala, dänische Handballspielerin
- 1969: Misty Rain, US-amerikanische Pornodarstellerin

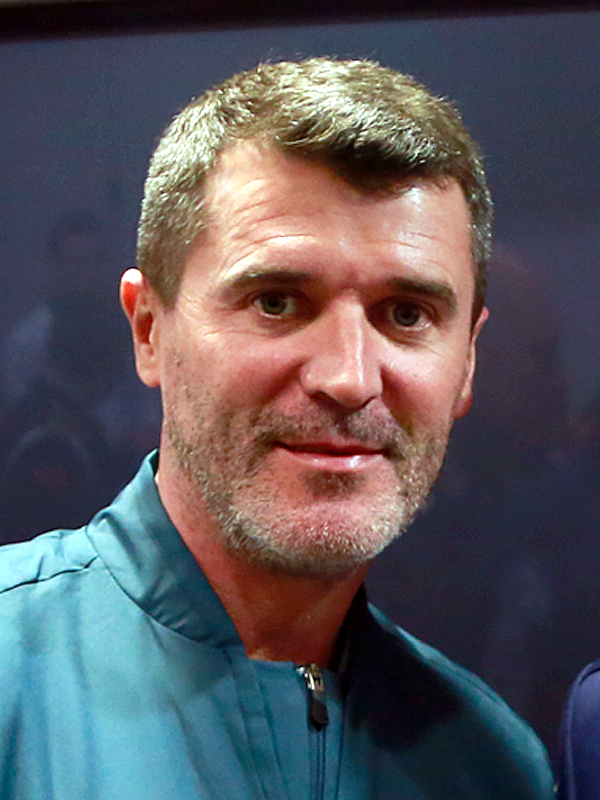
Roy Keane (* 1971)

- 1971: Roy Keane, irischer Fußballspieler
- 1971: Anette Kugelmüller-Pugh, deutsche Juristin
- 1971: Rüdiger Klink, deutscher Schauspieler
- 1971: Tim Seyfi, deutsch-türkischer Schauspieler
- 1971: Justin Theroux, US-amerikanischer Schauspieler
- 1972: Peter Adamson, US-amerikanischer Historiker
- 1972: Devon Allman, US-amerikanischer Bluesrock-Musiker
- 1972: Angie Harmon, US-amerikanische Schauspielerin
- 1973: Ioan Viorel Ganea, rumänischer Fußballspieler
- 1973: Ziska Riemann, deutsche Comic-Zeichnerin und Drehbuchautorin
- 1973: Javier Zanetti, argentinischer Fußballspieler
- 1974: Luis Marín, costa-ricanischer Fußballspieler
- 1975: İlhan Mansız, türkischer Fußballspieler
- 1975: Lorenzo Vismara, italienischer Schwimmer

#### 1976–2000
- 1976: Andrés Aparicio, uruguayischer Fußballspieler
- 1977: Marcel-André Casasola Merkle, deutscher Spieleautor

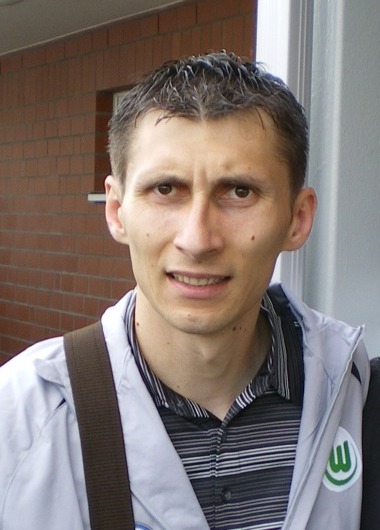
Sergiu Radu (* 1977)

- 1977: Sergiu Radu, rumänischer Fußballspieler
- 1978: Daniel Allsopp, australischer Fußballspieler
- 1978: Oliver Petszokat, deutscher Schauspieler, Sänger und Moderator
- 1978: Bart Wellens, belgischer Radrennfahrer

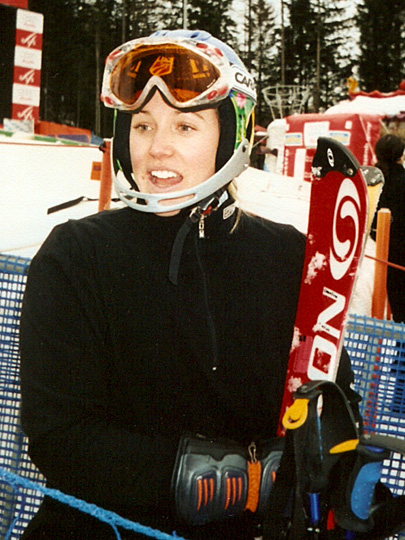
Caroline Lalive (* 1979)

- 1979: Caroline Lalive, US-amerikanische Skirennläuferin
- 1979: Laura Schneider, deutsche Schauspielerin, Sängerin und Kinderagentin für Film und Fernsehen

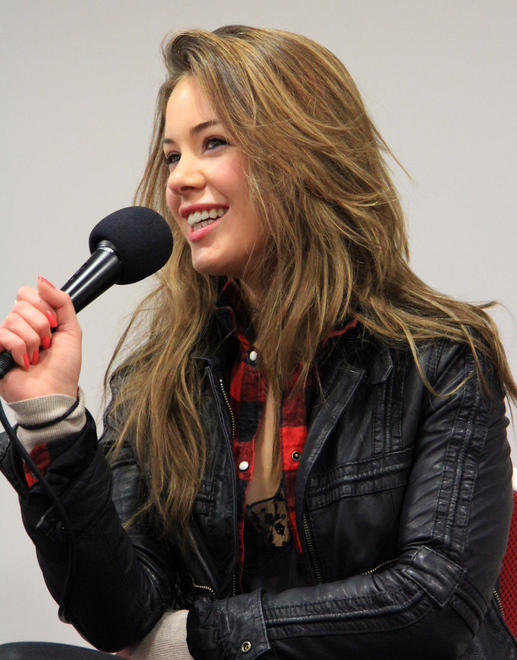
Roxanne McKee (* 1980)

- 1980: Roxanne McKee, britische Schauspielerin und Model
- 1981: Tam Courts, schottischer Fußballspieler und -trainer
- 1981: Taufik Hidayat, indonesischer Badmintonspieler
- 1981: Władysław Kosiniak-Kamysz, polnischer Politiker
- 1981: Malik Muadh, saudi-arabischer Fußballspieler
- 1982: John Alvbåge, schwedischer Fußballspieler
- 1982: Johannes Lauer, deutscher Jazzmusiker

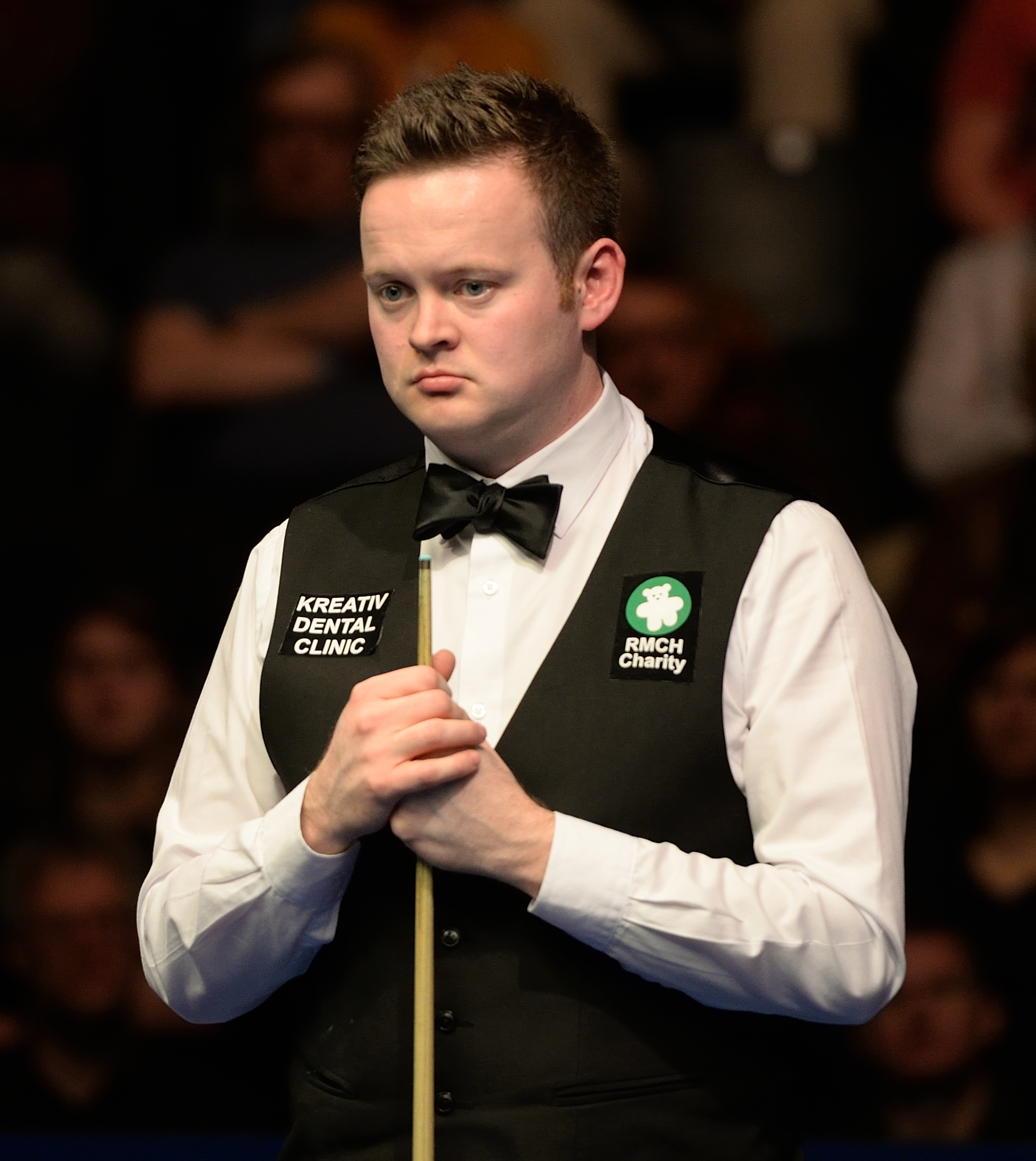
Shaun Murphy (* 1982)

- 1982: Shaun Murphy, englischer Snookerspieler
- 1983: Héctor Faubel, spanischer Motorradrennfahrer
- 1983: Christoph Höhenleitner, deutscher Eishockeyspieler
- 1983: P. J. Hyett, US-amerikanischer Unternehmer und Automobilrennfahrer
- 1983: C. R. Johnson, US-amerikanischer Freestyle-Skier
- 1984: Cyrille Aimée, französische Jazzsängerin
- 1984: Serhat Akyüz, türkischer Fußballspieler
- 1984: Osman Bozkurt, türkischer Fußballspieler
- 1984: Dontaye Draper, US-amerikanisch-kroatischer Basketballspieler
- 1985: Wiebke Kethorn, deutsche Handballspielerin
- 1986: John-Lee Augustyn, südafrikanischer Radrennfahrer
- 1986: Janina Haye, deutsche Fußballspielerin
- 1986: Bajram Sadrijaj, serbischer Fußballspieler

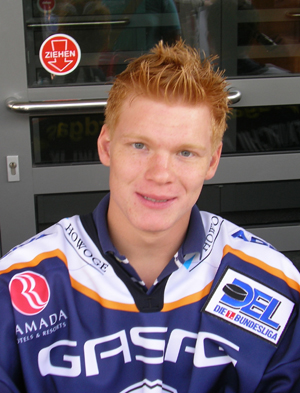
Christoph Gawlik (* 1987)

- 1987: Christoph Gawlik, deutscher Eishockeyspieler
- 1987: Damon Heta, australischer Dartspieler
- 1988: Gustavo Aprile, uruguayischer Fußballspieler
- 1988: Bjarki Már Gunnarsson, isländischer Handballspieler
- 1989: Brenton Thwaites, australischer Schauspieler
- 1989: Tim Völzke, deutscher Handballspieler
- 1990: Iris Shala, österreichische Schauspielerin und Model
- 1992: Oliver Rowland, britischer Automobilrennfahrer

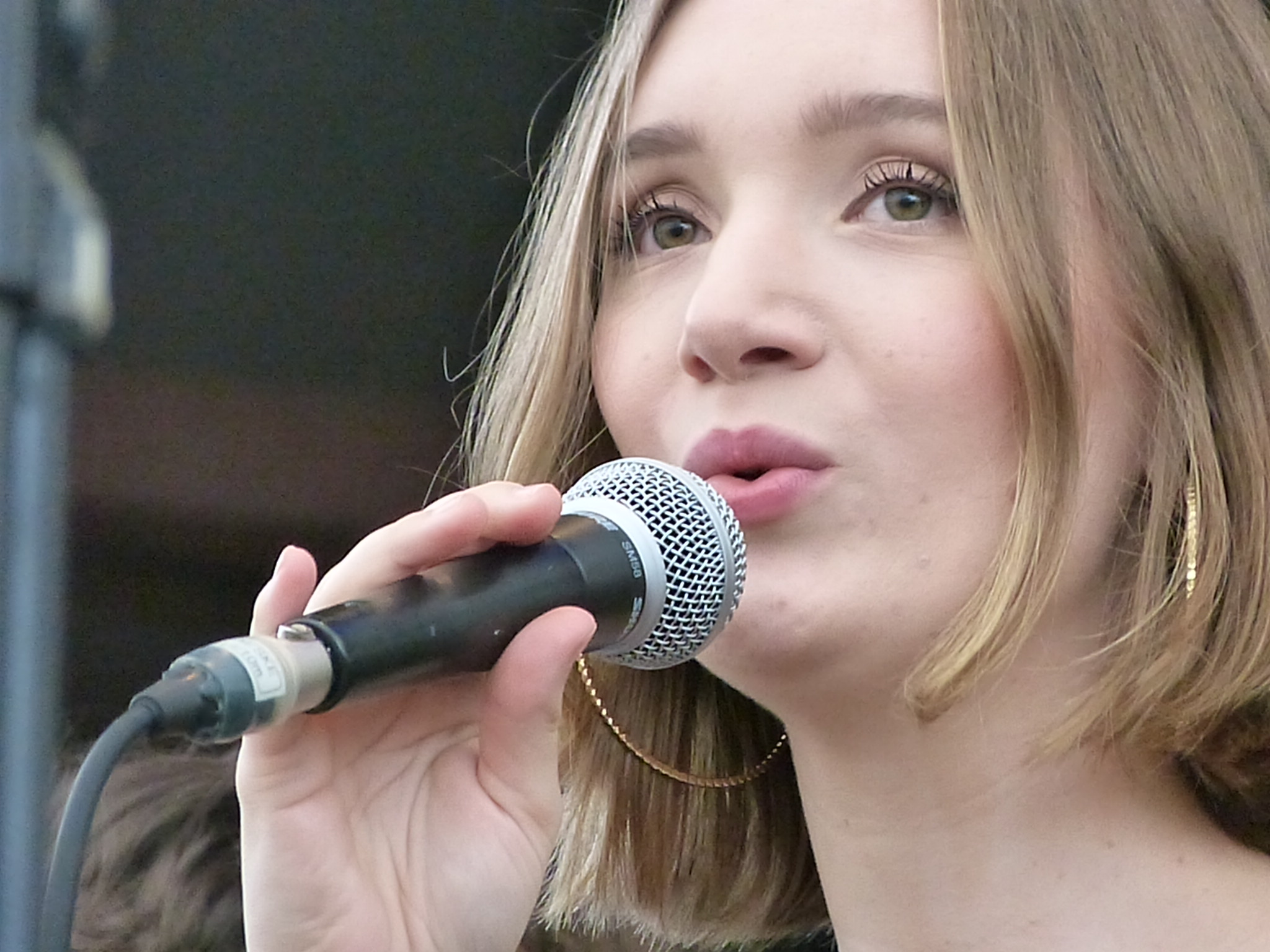
Laura Totenhagen (* 1992)

- 1992: Laura Totenhagen, deutsche Jazzsängerin
- 1993: Joakim Aune, norwegischer Skispringer
- 1993: Andre Drummond, US-amerikanischer Basketballspieler
- 1994: Søren Kragh Andersen, dänischer Radrennfahrer
- 1994: Bernardo Silva, portugiesischer Fußballspieler
- 1995: Oskar Brandt, schwedischer Biathlet
- 1995: Rémi Cavagna, französischer Radrennfahrer
- 1996: Katja Krasavice, deutsche Webvideoproduzentin und Sängerin
- 1997: Kylie Jenner, US-amerikanische Reality-TV-Teilnehmerin
- 1997: Luca Marini, italienischer Motorradrennfahrer
- 1999: Ritomo Miyata, japanischer Automobilrennfahrer

### 21. Jahrhundert
- 2003: Illja Kowtun, ukrainischer Turner
- 2003: Darren Watson, schottischer Fußballspieler
- 2005: Rameshbabu Praggnanandhaa, indischer Schachgroßmeister

## Gestorben

### Vor dem 17. Jahrhundert
- 0612 v. Chr.: Sîn-šarru-iškun, assyrischer König
- 0258: Laurentius von Rom, römischer Diakon, christlicher Märtyrer
- 0353: Magnentius, römischer Gegenkaiser
- 0725: Plektrudis, austrasische Adlige und Heilige
- 0794: Fastrada, dritte Ehefrau Karls des Großen
- 0847: al-Wāthiq, Kalif der Abbasiden
- 0955: Konrad der Rote, Herzog von Lothringen und Graf im Speyergau, Wormsgau und Nahegau
- 1002: Almansor, Regent im Kalifat von Córdoba
- 1051: Drogo von Hauteville, Graf von Apulien
- 1153: Eustach IV., Graf von Boulogne
- 1202: Ulrich II., Herzog von Kärnten
- 1241: Eleonore von der Bretagne, englische Prinzessin
- 1250: Erik IV., dänischer König

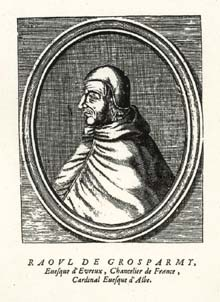
Raoul de Grosparmy († 1270)

- 1270: Raoul de Grosparmy, römisch-katholischer Bischof und Kardinal
- 1270: Alan de la Zouche, englischer Militär und Adeliger
- 1284: Tekuder, Ilchan von Persien
- 1309: Giovanni Boccamazza, Bischof und Kardinal
- 1313: John Lech, englischer Geistlicher und Erzbischof von Dublin
- 1340: Elisabeth von Matzingen, Schweizer Äbtissin
- 1341: Eleonore von Anjou, Königin von Sizilien
- 1344: Leopold II. von Habsburg, österreichischer Herzogssohn
- 1344: Simon I., Landesherr von Lippe
- 1346: Philippe von Burgund, Graf der Auvergne und der Grafschaft Boulogne
- 1371: Akashi Kakuichi, japanischer buddhistischer Mönch und Dichter
- 1432: Hans von Burghausen, deutscher Baumeister
- 1487: Roberto Sanseverino d’Aragona, italienischer Graf und Condottiere
- 1501: Heinrich Quentell, Kölner Buchdrucker
- 1512: Hervé de Portzmoguer, bretonischer Adliger und Seeoffizier
- 1517: Aymon de Montfalcon, Bischof von Lausanne
- 1530: Konstantin Iwanowitsch Ostroschski, ruthenischer Knjas und Großhetman von Litauen
- 1539: Johannes Justus von Landsberg, deutscher Kartäusermönch
- 1541: Hōjō Ujitsuna, japanischer Fürst und Kriegsherr
- 1546: William Thynne, englischer Höfling und Herausgeber
- 1551: Hieronymus Nopp, deutscher evangelischer Theologe und Reformator
- 1566: Bartholomaeus Rieseberg, deutscher Theologe
- 1589: Martin Schenk von Nideggen, niederländischer Militär, Heerführer in verschiedenen Diensten
- 1599: Johann Münch, deutscher Rechtswissenschaftler

### 17./18. Jahrhundert
- 1601: Giovanni Alberti, italienischer Maler
- 1628: David Kollenberger, Bürgermeister von Heilbronn
- 1628: Pieter de Vlaming van Oudshoorn, Amsterdamer Regent
- 1633: Anthony Munday, englischer Autor
- 1638: Anton Heinrich, Graf von Schwarzburg-Sondershausen
- 1638: Lucas Osiander, deutscher Theologe, Professor und Kanzler der Universität Tübingen
- 1638ː Sibylla Schwarz, deutsche Dichterin
- 1645: Jürgen Pavels, Lübecker Ratsherr
- 1652: Georg Abel Ficker, kursächsischer Hof- und Justizrat, frühkapitalistischer Unternehmer und Rittergutbesitzer

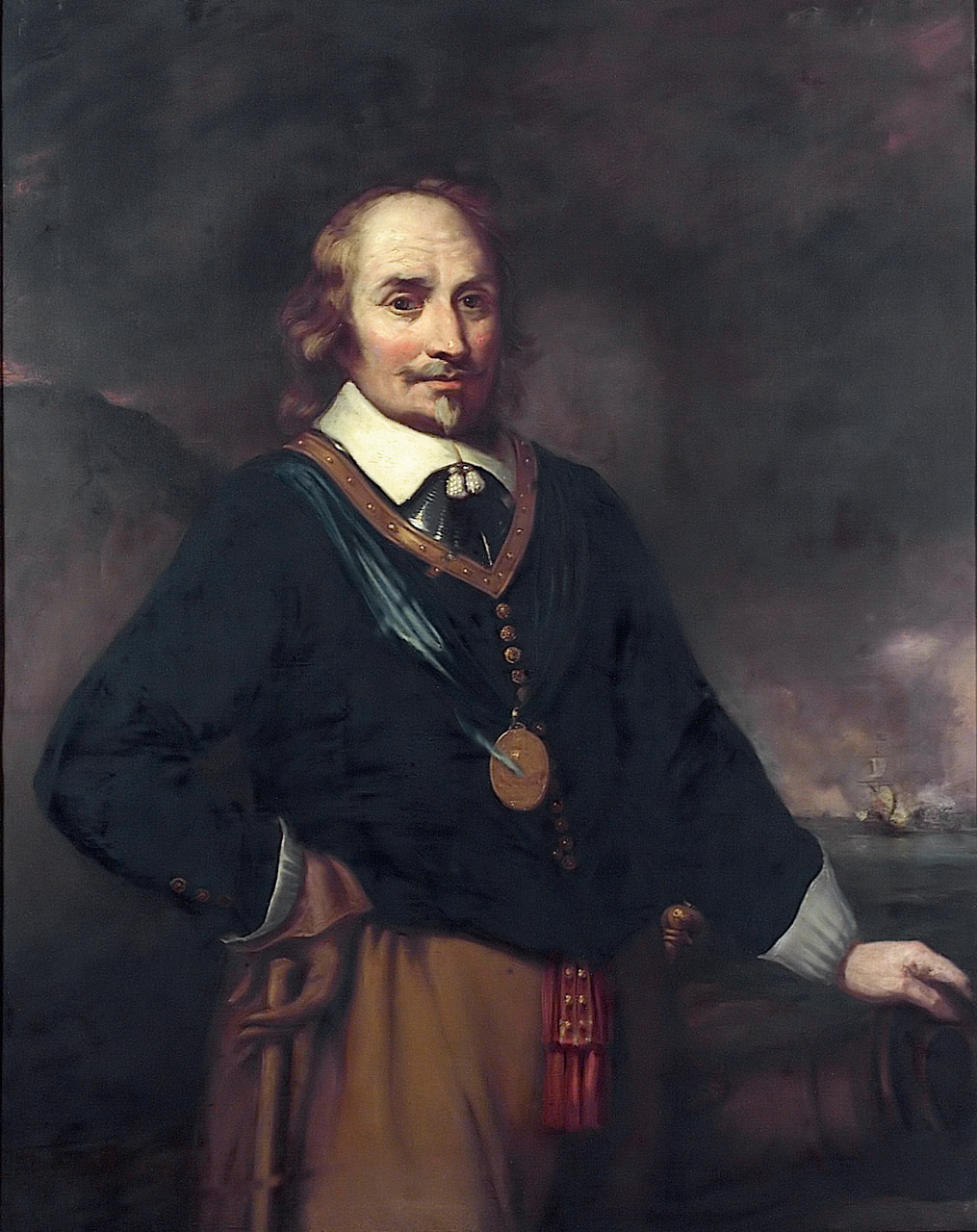
Maarten Tromp († 1653)

- 1653: Maarten Tromp, niederländischer Admiral
- 1659: Friedrich III., Herzog von Schleswig-Holstein-Gottorf
- 1666: Georg Friedrich vom Holtz zu Niederholz, Obristwachtmeister und Generalfeldzeugmeister im Dreißigjährigen Krieg
- 1668: Johann Erich Ostermann, deutscher Gräzist
- 1706: Fjodor Alexejewitsch Golowin, russischer Diplomat
- 1722: Giorgio Cornaro, Kardinal der römisch-katholischen Kirche und Bischof von Padua
- 1723: Guillaume Dubois, französischer Kardinal und Politiker
- 1728: Heinrich von Sanden, deutscher Arzt und Physiker
- 1737: Antonio Cristofori, italienischer Maler und Musiker
- 1742: Georg Philipp Rugendas, deutscher Maler und Kupferstecher
- 1759: Diego d’Aguilar, marranischer Finanzier und Hofjude in Wien
- 1759: Ferdinand VI., spanischer König
- 1782: Johann Gottlob Thierbach, deutscher Pädagoge
- 1784: Allan Ramsay, britischer Porträtist und Hofmaler von Georg III.

### 19. Jahrhundert

#### 1801–1850
- 1802: Franz Ulrich Theodor Aepinus, deutscher Physiker und Naturphilosoph
- 1802: Antonio Lolli, italienischer Violinvirtuose und Komponist
- 1803: Joseph Galloway, Delegierter von Pennsylvania im Kontinentalkongress

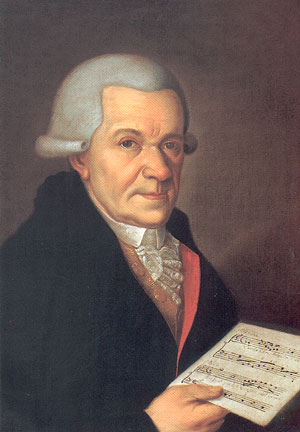
Michael Haydn († 1806)

- 1806: Michael Haydn, deutsch-österreichischer Komponist
- 1813: Francisco Antonio García Carrasco, spanischer Offizier und Gouverneur von Chile
- 1821: Johann Christoph Schreiter, deutscher evangelisch-lutherischer Theologe
- 1824: Marie François Rouyer, französischer Général de division
- 1826: August Schumann, deutscher Buchhändler, Verleger und Lexikograf
- 1828: Karl Franz von Lodron, letzter Fürstbischof von Brixen
- 1830: Josef Dominik Škroup, tschechischer Komponist
- 1832: Michael Frey, deutscher Komponist, Geiger und Kapellmeister
- 1832: Niklaus Rudolf von Wattenwyl, Schweizer General
- 1835: Claus Schall, dänischer Komponist
- 1843: Jakob Friedrich Fries, deutscher Philosoph
- 1845: Karl Wilhelm Naundorff, deutscher Uhrmacher, der behauptete, Ludwig XVII. von Frankreich zu sein
- 1846: Christian Ludwig Ideler, deutscher Astronom

#### 1851–1900
- 1851: Heinrich Eberhard Gottlob Paulus, deutscher evangelischer Theologe und Philosoph
- 1857: John Wilson Croker, britischer Parlamentsredner, Dichter und Journalist

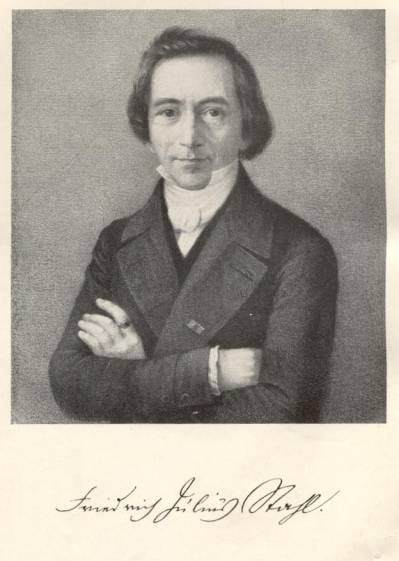
Friedrich Julius Stahl († 1861)

- 1861: Friedrich Julius Stahl, deutscher Rechtsphilosoph, Jurist, preußischer Kronsyndikus und Politiker
- 1862: August von der Embde, deutscher Maler
- 1865: Nathaniel Bland, britischer Orientalist

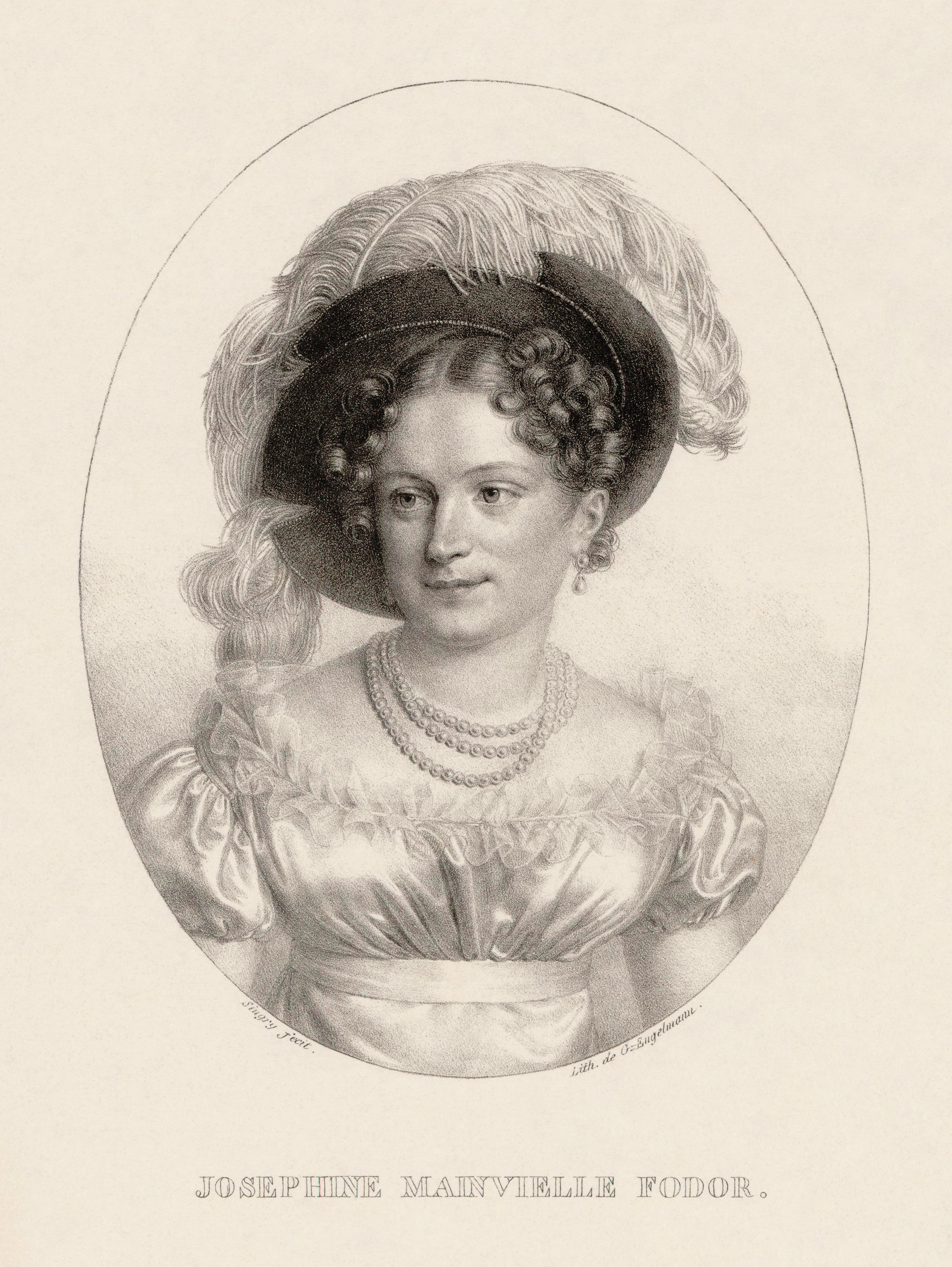
Joséphine Fodor († 1870)

- 1870: Joséphine Fodor, französische Opernsängerin
- 1870: Jules Pierre Rambur, französischer Arzt und Entomologe
- 1872: Albert de Balleroy, französischer Maler
- 1875: Karl Andree, deutscher Geograph und Publizist
- 1876: Edward William Lane, britischer Orientalist
- 1881: Theodor Bradsky, tschechischer Komponist

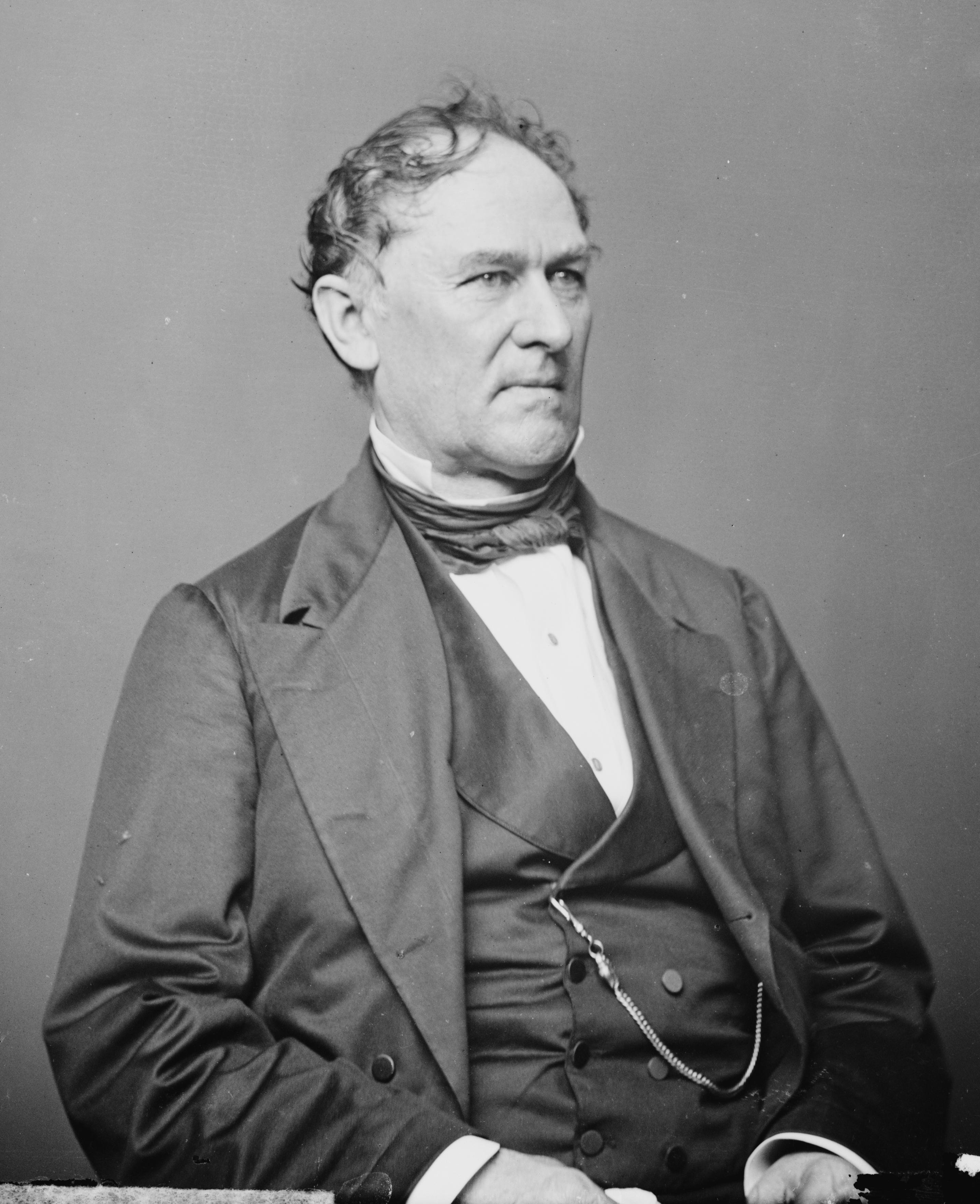
Orville Hickman Browning († 1881)

- 1881: Orville Hickman Browning, US-amerikanischer Politiker und Innenminister
- 1882: Carl Hinstorff, deutscher Verleger
- 1882: Edward Henry Palmer, britischer Orientalist
- 1883: Édouard Dubufe, französischer Maler
- 1883: Bernhard von Wüllerstorf-Urbair, österreichischer Admiral
- 1886: Eduard Grell, deutscher Komponist und Organist
- 1888ː Karoline Hetzenecker, deutsche Opernsängerin
- 1888: Georg Weber, deutscher Philologe und Historiker
- 1889: Jan Jonker Afrikaner, Kaptein der Orlam-Afrikaner
- 1895: Felix Hoppe-Seyler, deutscher Chemiker und Physiologe
- 1896: Marie Kahle-Kessler, deutsche Schauspielerin
- 1896: Otto Lilienthal, deutscher Pionier des Gleit- und Muskelkraftflugs
- 1897: James W. Abert, US-amerikanischer Ingenieuroffizier und Kartograf
- 1900: Henry Gordon Burleigh, US-amerikanischer Politiker
- 1900: Arnold Syfrig, Schweizer Unternehmer und Politiker

### 20. Jahrhundert

#### 1901–1950

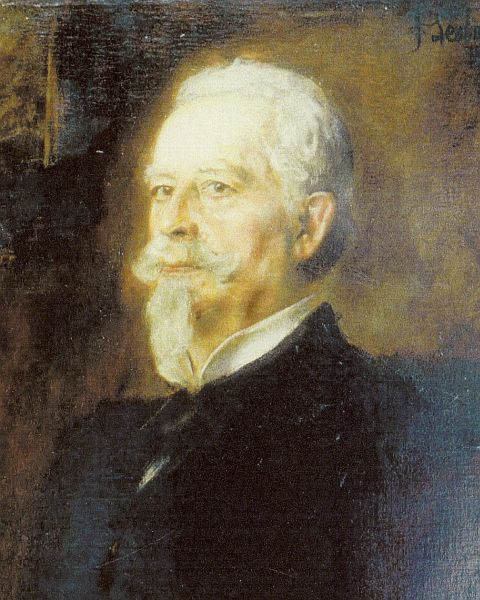
Otto von Faber du Faur († 1901)

- 1901: Otto von Faber du Faur, deutscher Maler
- 1902ː Adine Gemberg, deutsche Schriftstellerin
- 1904: Wilhelm Karlowitsch Withöft, russischer Admiral
- 1907: Hermann Ende, deutscher Architekt
- 1907: Alfred von Keßler, preußischer Offizier
- 1910: Joe Gans, US-amerikanischer Boxer und Weltmeister im Leichtgewicht
- 1910: Friedrich Carl Glaser, deutscher Maschinenbau-Ingenieur und Publizist
- 1910: Ernst von Wedel, Gutsbesitzer, Stiftshauptmann und preußischer Politiker
- 1912: Paul Wallot, deutscher Architekt
- 1914: Paul Adolph, deutscher Jurist und Politiker
- 1915: Henry Moseley, britischer Physiker
- 1916: Nazario Sauro, italienischer Marineoffizier
- 1917ː Hilda Nilsson, schwedische Serienmörderin

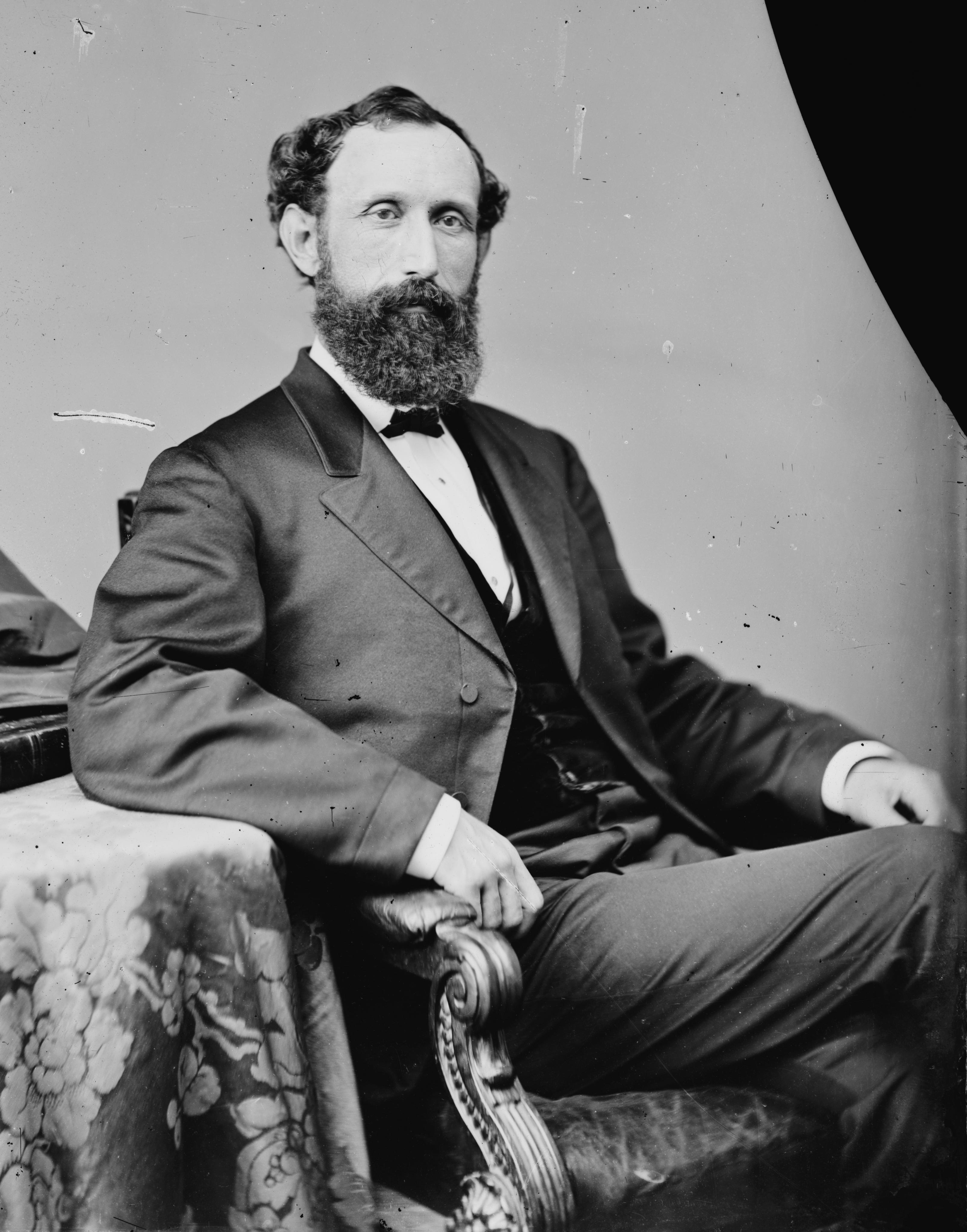
William P. Kellog († 1918)

- 1918: William P. Kellogg, US-amerikanischer Politiker
- 1918: Erich Loewenhardt, deutscher Jagdflieger im Ersten Weltkrieg
- 1919: Hermann Wette, deutscher Arzt und Schriftsteller
- 1923: Joaquín Sorolla, spanischer Maler und Grafiker des Impressionismus
- 1925: Eduard Arnhold, Berliner Unternehmer, Kunstmäzen und Philanthrop
- 1925: Hedwig Greve, deutsche Malerin
- 1929: Pierre Fatou, französischer Mathematiker

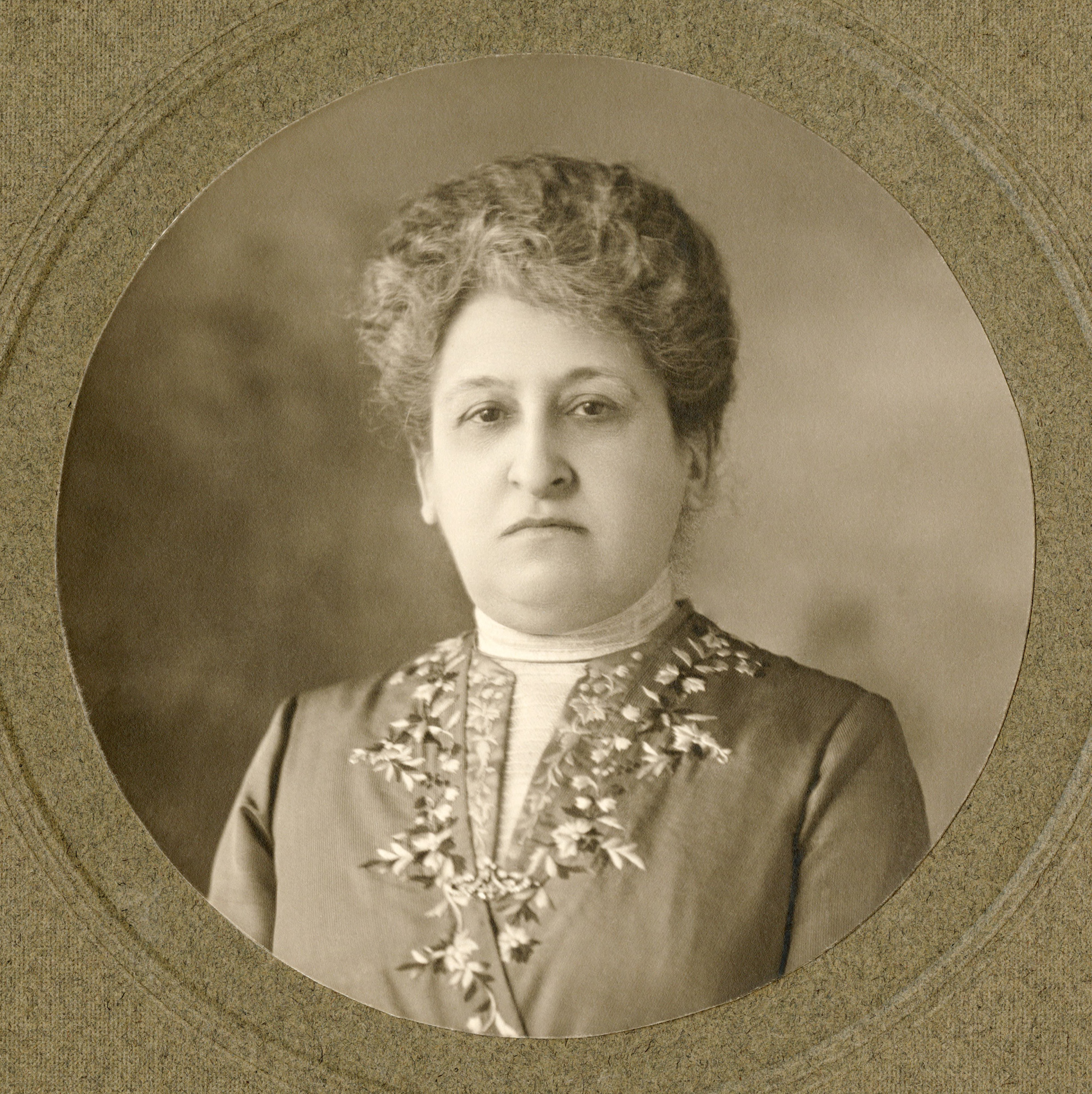
Aletta Jacobs († 1929)

- 1929: Aletta Jacobs, niederländische Ärztin und Feministin
- 1931: Richard Wettstein, österreichischer Botaniker
- 1932: Fritz Hampel, Pseudonym Slang, satirischer deutscher Schriftsteller, Journalist und Karikaturist
- 1934: Ulrich Maag, Schweizer Automobilrennfahrer
- 1935: Jasper Bisbee, US-amerikanischer Old-Time-Musiker
- 1937: Hans Gustav Röhr, deutscher Automobilpionier
- 1939: Carlo Galimberti, italienischer Gewichtheber, Olympiasieger
- 1940: Alessandro Bonci, italienischer Tenor
- 1940: Hans-Caspar von Zobeltitz, deutscher Schriftsteller und Herausgeber
- 1941: Mario Amadori, italienischer pharmazeutischer Chemiker und Hochschullehrer
- 1942: Max Mendel, deutscher Kaufmann und Konsumgenossenschafter, Senator im Hamburger Senat
- 1942ː Elvira Sanders-Platz, deutsche getaufte Jüdin, Opfer des Holocaust
- 1943: Georg Busch, deutscher Bildhauer
- 1944: Alfred Kranzfelder, deutscher Marineoffizier, Widerstandskämpfer des 20. Juli 1944
- 1944: Fritz-Dietlof von der Schulenburg, deutscher Jurist, Widerstandskämpfer des 20. Juli 1944
- 1944: Berthold Schenk Graf von Stauffenberg, deutscher Jurist, Widerstandskämpfer des 20. Juli 1944
- 1944ː Amalie Seckbach, deutsche Bildhauerin und Malerin, NS-Opfer
- 1945: Robert Goddard, US-amerikanischer Wissenschaftler

Karl Veidt († 1946)

- 1946: Karl Veidt, deutscher evangelisch-lutherischer Theologe
- 1947: Anton Schall, österreichischer Fußballspieler

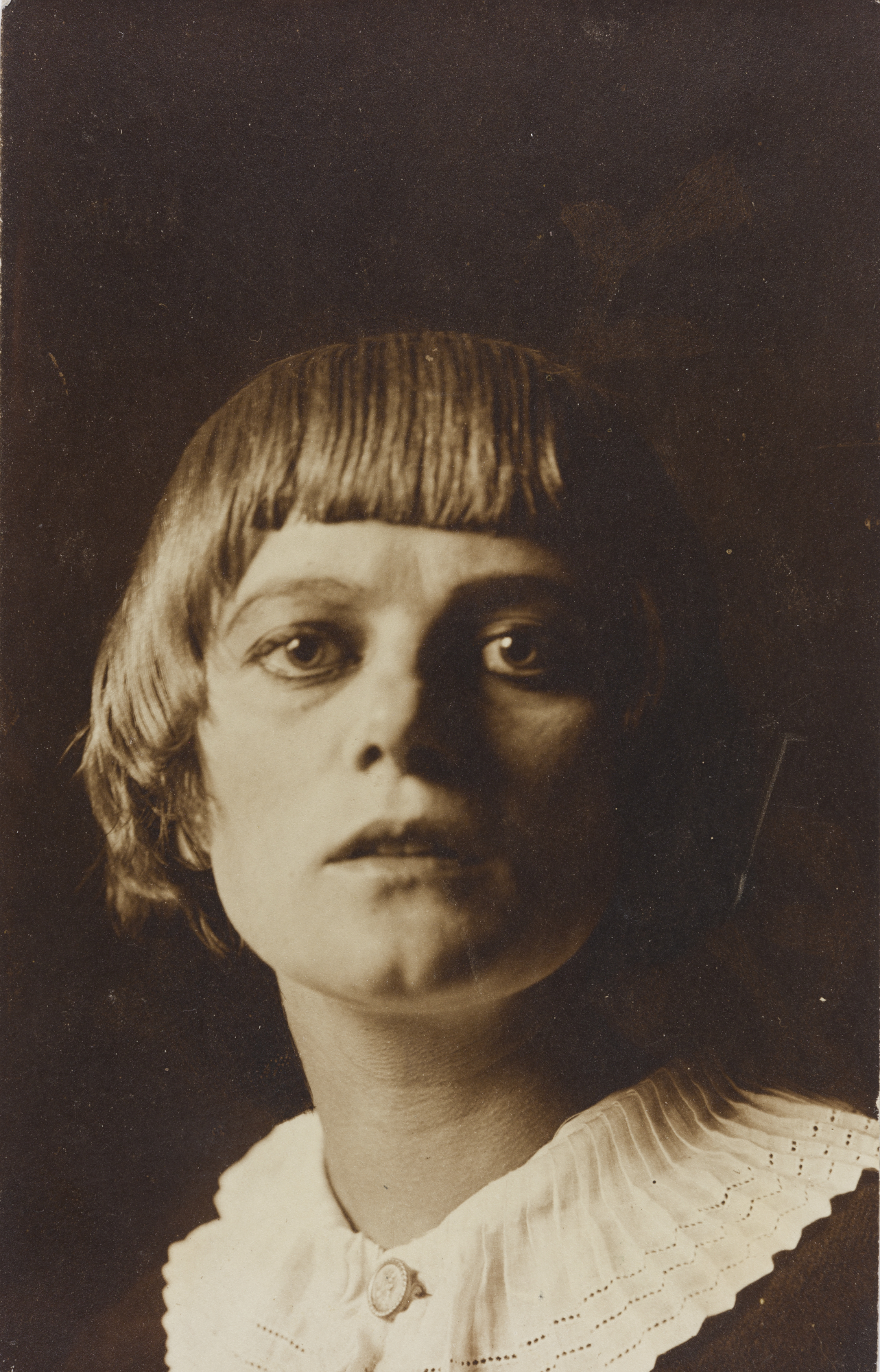
Emmy Hennings († 1948)

- 1948: Emmy Hennings, deutsche Schriftstellerin und Kabarettistin
- 1948: Montague Summers, britischer Literaturwissenschaftler und Dämonologe
- 1949: Homer Burton Adkins, US-amerikanischer Chemiker
- 1949: John Haigh, britischer Serienmörder
- 1950: Adolf Wilhelm, österreichischer Epigraphiker und klassischer Philologe

#### 1951–1975
- 1955: Wilhelm von Allwörden, deutscher Politiker der NSDAP, Hamburger Senator
- 1955: Hans Andersag, deutscher Chemiker
- 1959: Heinrich Pössenbacher, deutscher Möbelfabrikant

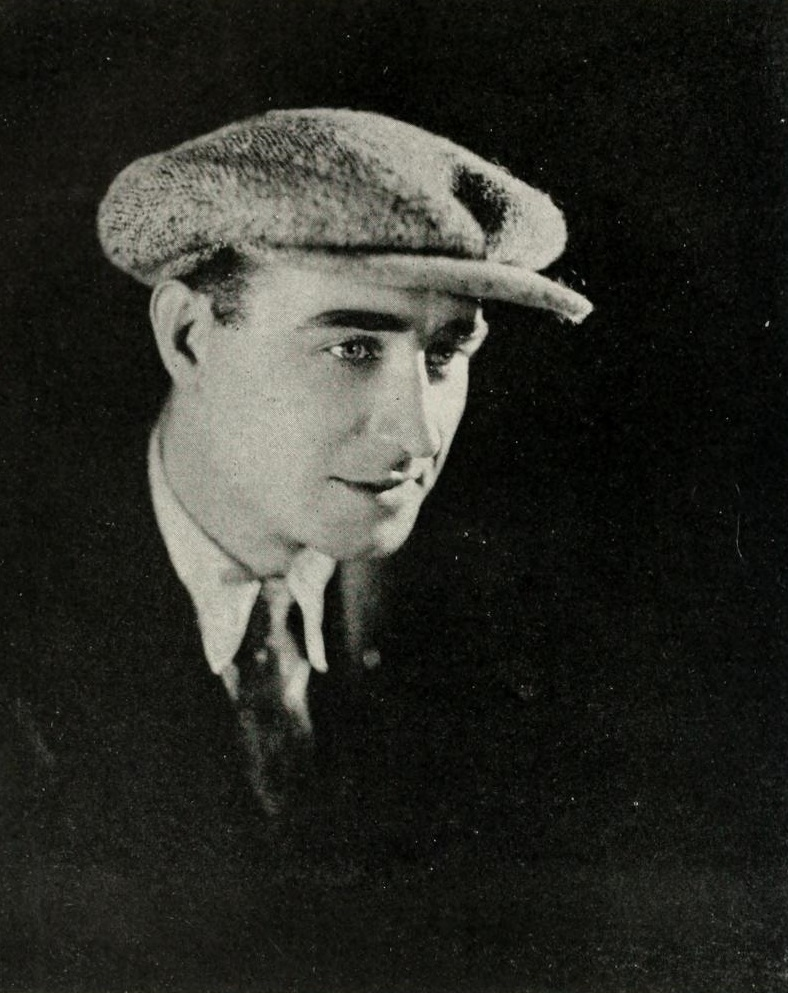
Frank Lloyd († 1960)

- 1960: Frank Lloyd, britisch-US-amerikanischer Schauspieler, Regisseur und Produzent
- 1960: Emil Strauß, deutscher Dichter
- 1960: Oswald Veblen, US-amerikanischer Mathematiker
- 1961: Marion Mahony Griffin, US-amerikanische Architektin
- 1962: Willi Schaeffers, deutscher Kabarettist und Schauspieler
- 1963: Ernst Wetter, Schweizer Politiker, Bundesrat, Bundespräsident
- 1965: Erich Rothacker, deutscher Philosoph und Soziologe
- 1968: Gabriel Hanot, französischer Fußballer, Journalist, Zeitungsinhaber
- 1969: Leno und Rosemary LaBianca, US-amerikanischer Geschäftsleute, Opfer der Manson-Family
- 1970: John C. Raven, britischer Psychologe
- 1970: Bernd Alois Zimmermann, deutscher Komponist
- 1971: Federico Callori di Vignale, italienischer Geistlicher, Kurienkardinal
- 1973: Walter Körte, deutscher Architekt
- 1974: Ivor Dean, britischer Schauspieler
- 1974: Danny Mummert, US-amerikanischer Schauspieler
- 1975: Maurice Zundel, Schweizer Geistlicher, Theologe und Philosoph

#### 1976 bis 2000
- 1976: Paul Lücke, deutscher Bauminister und Innenminister
- 1976: Josef Mattauch, deutscher Physiker

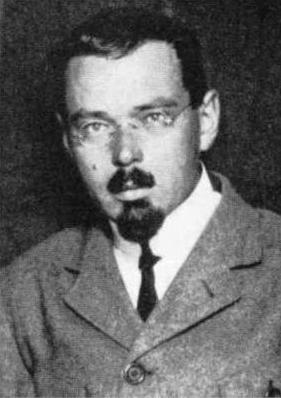
Karl Schmidt-Rottluff († 1976)

- 1976: Karl Schmidt-Rottluff, deutscher Maler, Grafiker und Plastiker des Expressionismus
- 1977: Eduard Roschmann, österreichischer Kriegsverbrecher in Lettland (Schlächter von Riga)
- 1979: Walther Gerlach, deutscher Physiker
- 1979: José María Pinilla Fábrega, 34. Staatspräsident von Panama
- 1979: Géza Wertheim, luxemburgischer Bobfahrer und Tennisspieler
- 1982: Peter de Mendelssohn, deutsch-britischer Schriftsteller, Historiker und Essayist
- 1982: José Nieto, spanischer Schauspieler
- 1983: Ruben Rausing, schwedischer Erfinder und Unternehmer
- 1985: Gerhard Sevenster, niederländischer reformierter Theologe und Kirchenhistoriker
- 1986: Vratislav Effenberger, tschechischer Literaturtheoretiker
- 1986: Chuck McKinley, US-amerikanischer Tennisspieler, Wimbledon-Sieger
- 1987: Giorgos Athanasiadis-Novas, griechischer Schriftsteller, Politiker und Ministerpräsident
- 1987: Calvin Culver, US-amerikanischer Schauspieler und Pornodarsteller
- 1988: Arnulfo Arias, Staatspräsident Panamas

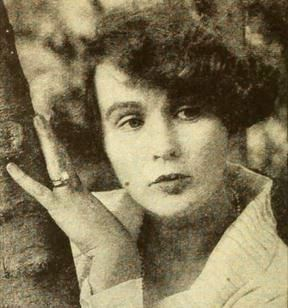
Adela Rogers St. Johns († 1988)

- 1988: Adela Rogers St. Johns, US-amerikanische Journalistin, Schriftstellerin und Drehbuchautorin
- 1990: Jacobo Arenas, kolumbianischer Politiker und Guerillero
- 1991: Herbert Blankenhorn, deutscher Diplomat
- 1991: Ivo Braak, deutscher Autor, Rezitator und Pädagoge
- 1991: Karl Korn, deutscher Publizist, Journalist und Geisteswissenschaftler
- 1992: Teresa Cohen, US-amerikanische Mathematikerin
- 1992: Aribert Heim, österreichischer Arzt, Lagerarzt (Schlächter von Mauthausen) und Kriegsverbrecher
- 1992: Kurt A. Körber, deutscher Unternehmer und Mäzen
- 1993: Øystein Aarseth, norwegischer Musiker
- 1993: Irene Sharaff, US-amerikanische Kostümbildnerin

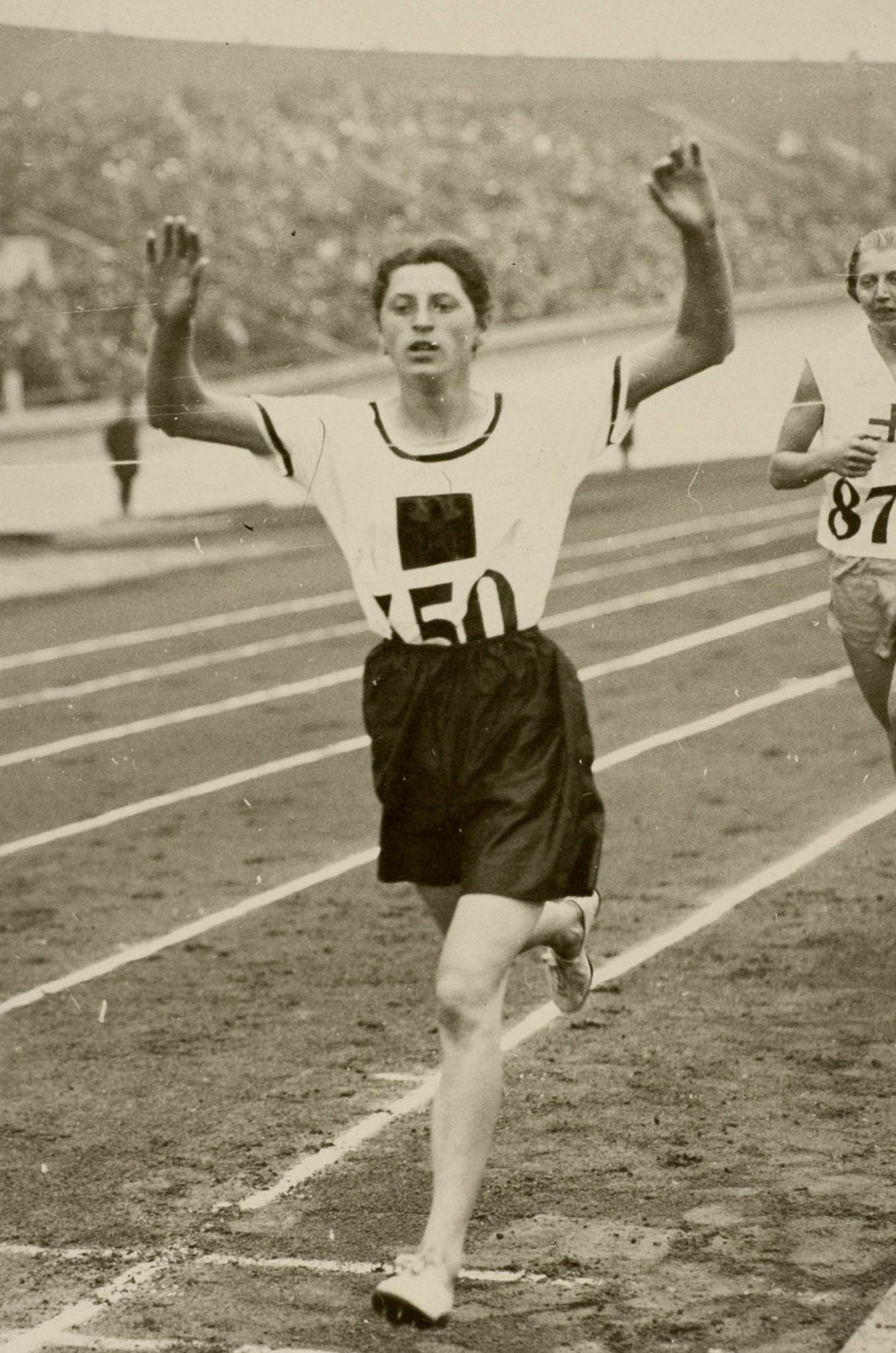
Marie Dollinger († 1994)

- 1994: Marie Dollinger, deutsche Leichtathletin
- 1994: Kay Petre, kanadische Automobilrennfahrerin und Journalistin

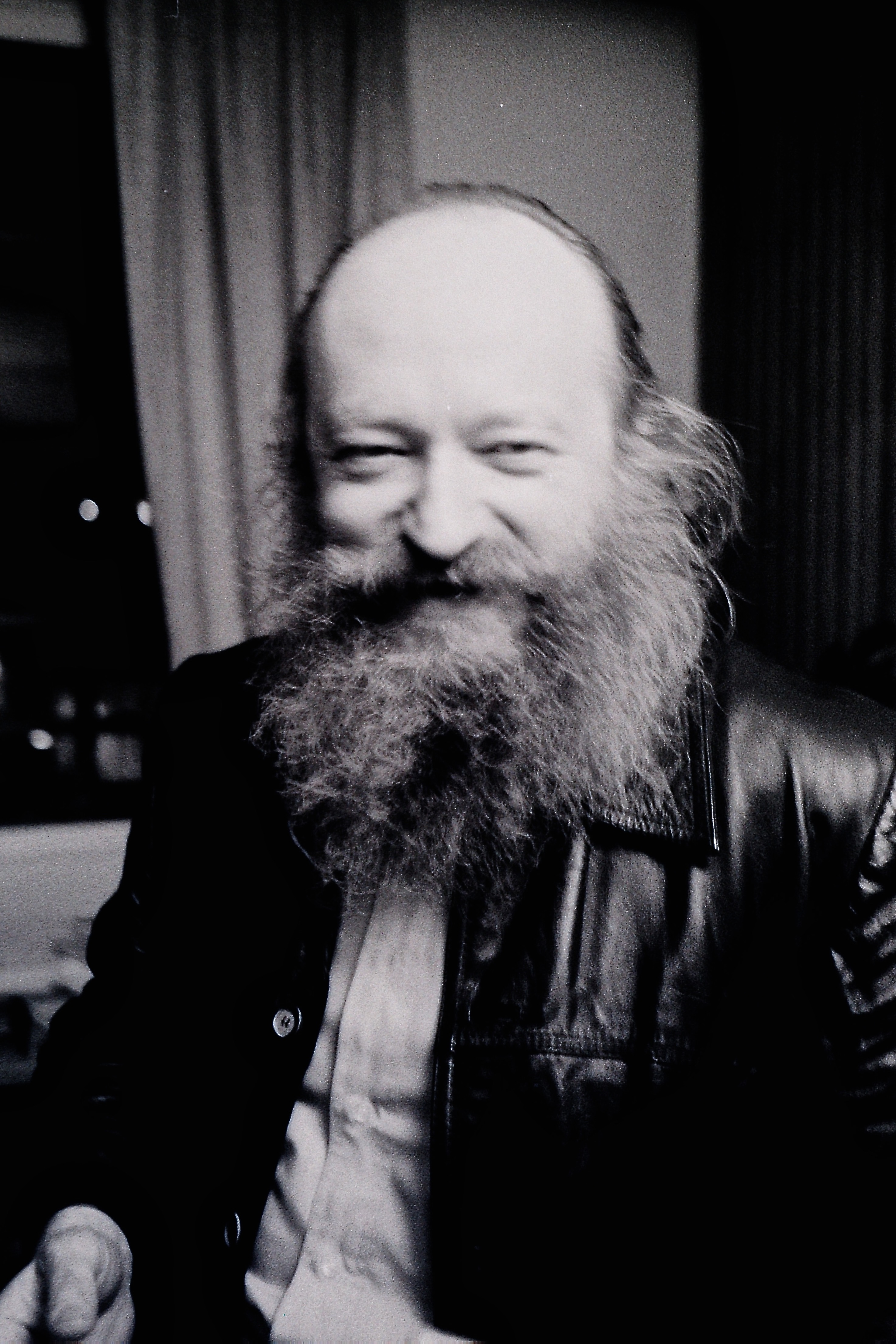
Leo Apostel († 1995)

- 1995: Leo Apostel, belgischer Philosoph
- 1995: Willi Kobe, Schweizer evangelischer Geistlicher und Friedensaktivist
- 1996: Walter MacNutt, kanadischer Organist, Komponist, Chorleiter und Musikpädagoge
- 1997: Jean-Claude Lauzon, kanadischer Regisseur
- 1997: Conlon Nancarrow, mexikanischer Komponist
- 1998: Albert Schöchle, deutscher Gärtner und Sachbuchautor
- 1999: Ernst Bader, deutscher Schauspieler, Liederdichter und Komponist
- 1999: Fritz Westheider, deutscher Handballspieler, Handballtrainer und Leichtathlet
- 2000: Walter E. Lautenbacher, deutscher Modefotograf, gilt als Begründer des Berufsstands des Fotodesigners

### 21. Jahrhundert
- 2001: Werner Pirchner, österreichischer Komponist
- 2001: Otto Schulmeister, österreichischer Publizist, Chefredakteur und Herausgeber
- 2002: Kristen Nygaard, norwegischer Mathematiker, Pionier der Programmiersprachen
- 2003: Sarah Clackson, britische Papyrologin und Koptologin
- 2003: Jacques Deray, französischer Filmregisseur
- 2004: Václav Lídl, tschechischer Komponist
- 2005: Jaroslav Koutecký, tschechischer Professor für physikalische Chemie
- 2005: Ilja Prachař, tschechischer Schauspieler
- 2006: Irving São Paulo, brasilianischer Schauspieler
- 2006: Yasuo Takei, japanischer Bankier
- 2007: Tony Wilson, britischer Musikmanager, Nachtclubbetreiber und Fernsehjournalist

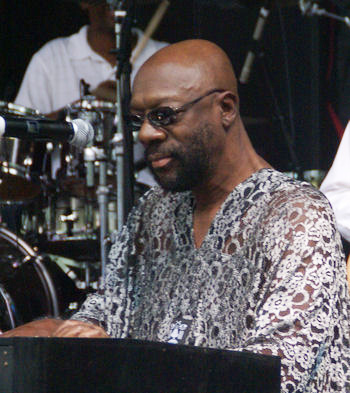
Isaac Hayes († 2008)

- 2008: Isaac Hayes, US-amerikanischer Soulmusiker, Komponist und Schauspieler
- 2009: Josef Burg, österreichischer Schriftsteller
- 2010: Erwin Frühbauer, österreichischer Verkehrsminister
- 2010ː Alexandra Paschalidou-Moreti, griechische Architektin, Widerstandskämpferin
- 2010: Carlo Rambaldi, italienischer Maskenbildner
- 2012: Philippe Bugalski, französischer Rallyefahrer
- 2012: Madeleine Leininger, US-amerikanische Pflegewissenschaftlerin
- 2013: Marcia Ascher, US-amerikanische Mathematikerin
- 2013: László Csatáry, ungarischer NS-Kriegsverbrecher
- 2013: Eydie Gormé, US-amerikanische Sängerin
- 2014: Günter Junghans, deutscher Schauspieler

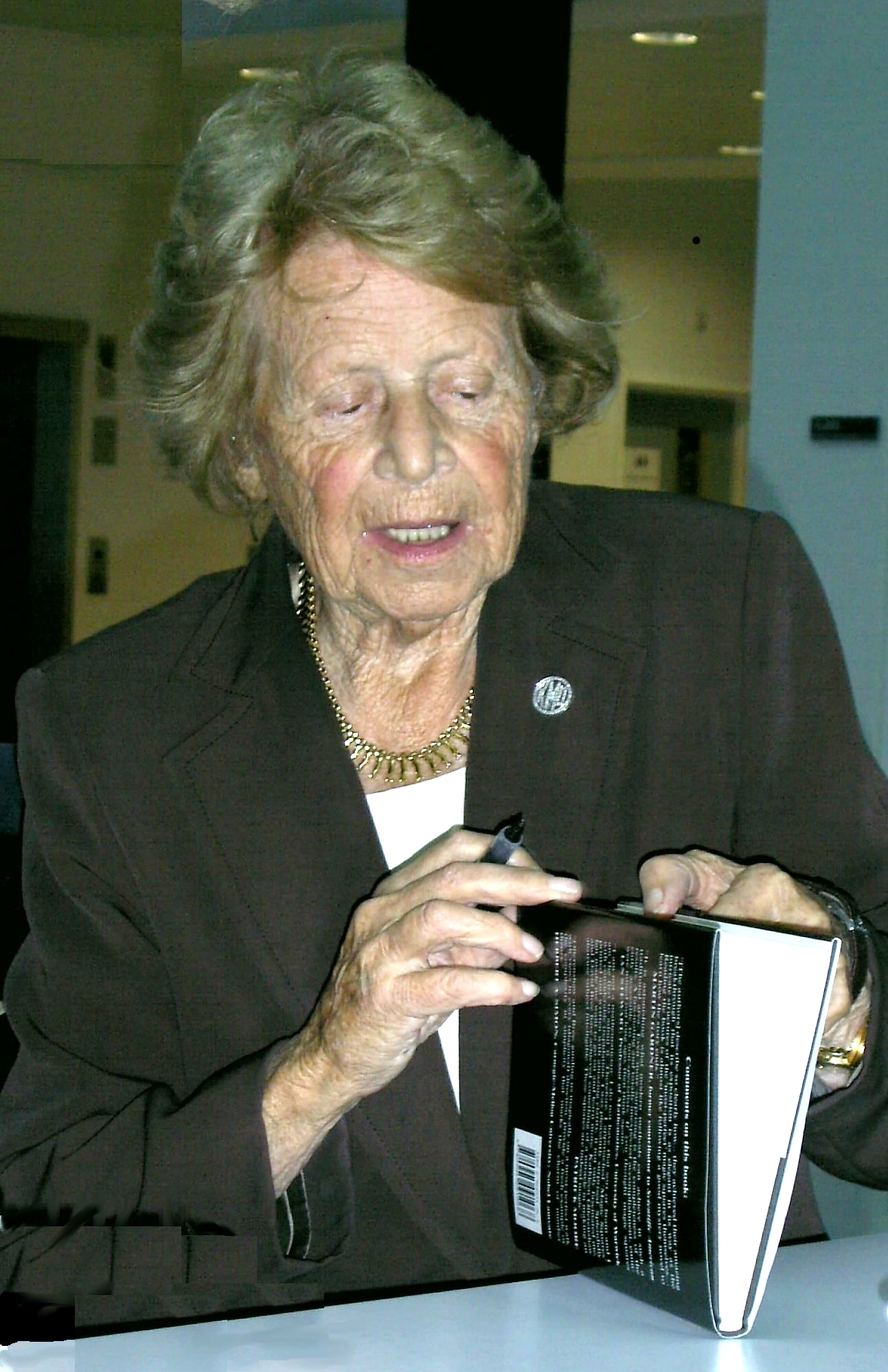
Kathleen Ollerenshaw († 2014)

- 2014: Kathleen Ollerenshaw, britische Mathematikerin und Politikerin
- 2015: Buddy Baker, US-amerikanischer Automobilrennfahrer
- 2015: Gerd Hauser, deutscher Bauphysiker
- 2016: Arnold Finck, deutscher Agrarwissenschaftler
- 2016: Alexei Borissowitsch Marjin, sowjetischer Eishockeytorwart
- 2017: Fritz Gautier, deutscher Politiker, MdEP, MdB
- 2017: Karin Hertz, deutsche Bildhauerin
- 2017: Ruth Pfau, deutsche Ordensschwester und Lepraärztin
- 2018: Mahmut Makal, türkischer Schriftsteller und Verleger

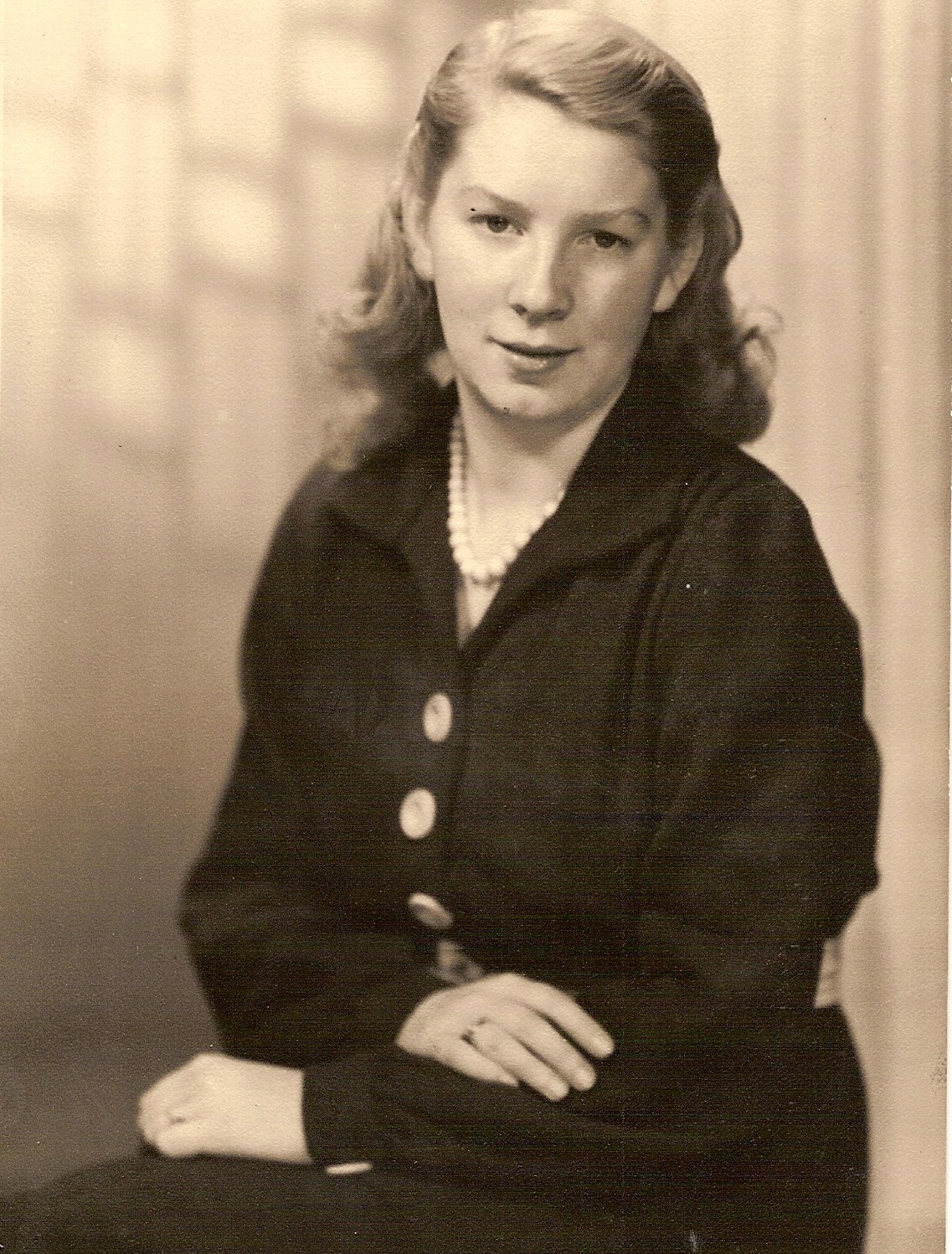
Ingeborg Sörensen († 2018)

- 2018: Ingeborg Sörensen, niederdeutsche Autorin, Dolmetscherin, Übersetzerin und Sprachlehrerin
- 2019: Jeffrey Epstein, US-amerikanischer Investmentbanker und Sexualstraftäter
- 2019: Radoslav Katičić, kroatischer Sprachwissenschaftler und Kulturhistoriker
- 2020: Wilfried Küper, deutscher Rechtswissenschaftler
- 2020: Vladica Popović, jugoslawischer Fußballspieler und -trainer
- 2021: Gun Ädel, schwedische Skilangläuferin
- 2021: Henryk Hoser, polnischer Bischof
- 2022: Lydia de Vega, philippinische Leichtathletin
- 2023: Antonella Lualdi, italienische Schauspielerin
- 2023: Michela Murgia, italienische Schriftstellerin
- 2023: Sebastian Neumeister, deutscher Romanist
- 2024ː Celestina Casapietra, italienische Sopranistin
- 2024ː Peggy Moffitt, US-amerikanisches Model

## Feier- und Gedenktage
- Kirchliche Gedenktage
  - Hl. Laurentius von Rom, Diakon, Märtyrer und Schutzpatron (anglikanisch, evangelisch, katholisch, orthodox)
  - Gedenktag der Zerstörung Jerusalems (evangelisch)
- Namenstage
  - Astrid (nur in Deutschland), Lorenz
- Staatliche Feier- und Gedenktage
  - Ecuador, Beginn der Unabhängigkeit von Spanien (1808)
- Gedenktage
  - Internationaler Tag gegen Hexenwahn

Weitere Einträge enthält die Liste von Gedenk- und Aktionstagen.